# История Флориды

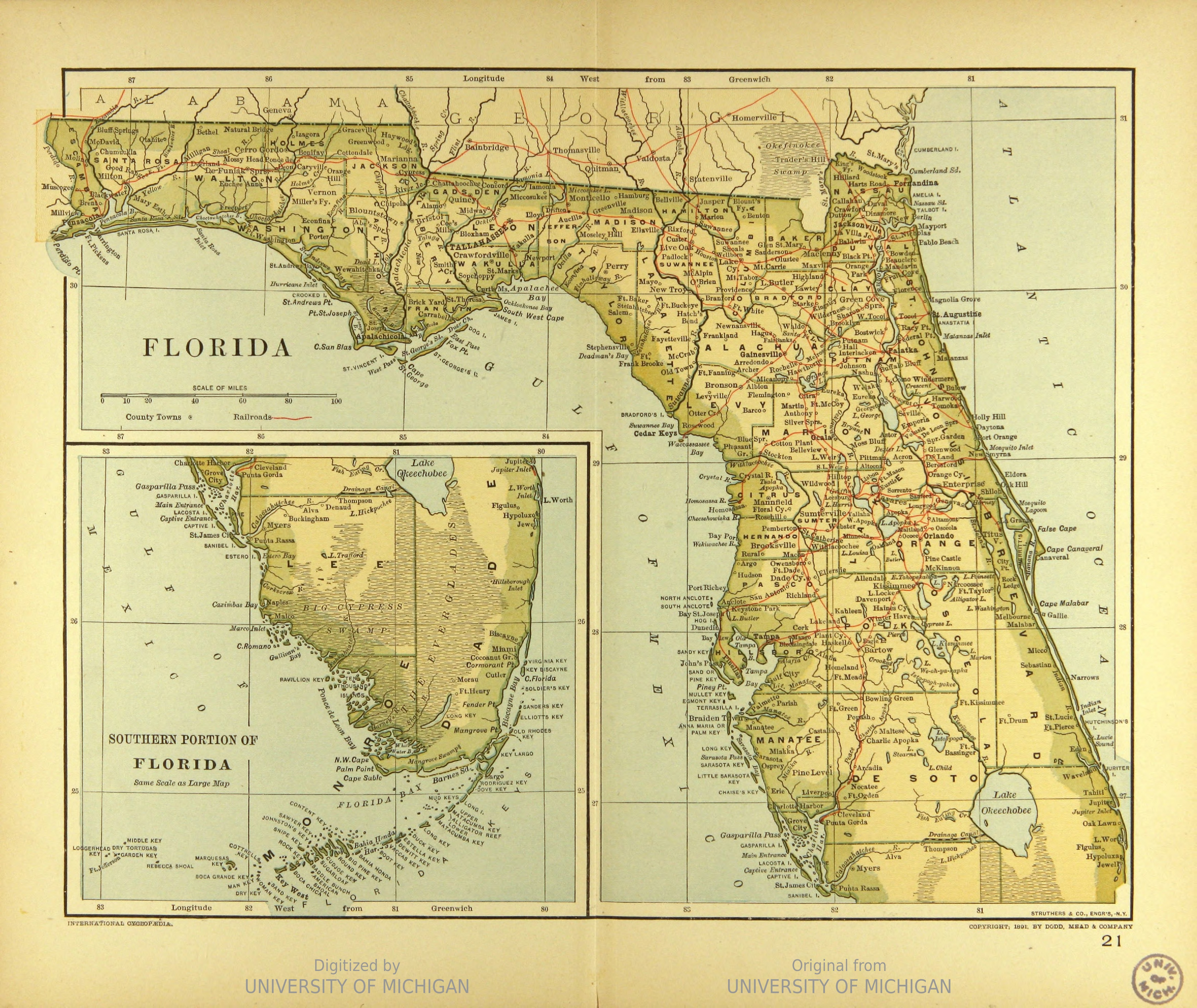
Карта Флориды 1894 года

История Флориды начинается с первых миграций народов Северной Америки на территорию полуострова Флорида 14 тысяч лет назад. Письменная история Флориды начинается с прибытия европейцев; испанский путешественник Хуан Понсе де Леон впервые упомянул её в 1513 году. Именно он назвал полуостров «La Pascua Florida» («La Florida») за его пейзажи, а также потому, что высадился на её берег в пасхальную неделю, которая у испанцев называется «Pascua Florida» (праздник цветов).
Флорида стала первым регионом современных США, заселённым европейцами. С тех пор во Флориде было много волн колонизации и иммиграции, в том числе переселения французов и испанцев в XVI веке, а также миграции индейцев из других регионов Юга, переселения свободных чернокожих и беглых рабов, которые в XIX веке стали известны как чёрные семинолы. Флорида находилась под колониальным правлением Испании с XVI по XIX век и ненадолго под властью Великобритании в XVIII веке (1763—1783), а в 1821 году стала «территорией» Соединённых Штатов как Территория Флорида. Два десятилетия спустя, 3 марта 1845 года, Флорида была признана 27-м штатом США.
Флорида получила прозвище «Солнечный штат», из-за тёплого климата и большого количества солнечных дней. Хороший климат Флориды, множество пляжей и рост промышленности привлекали северных мигрантов из других штатов, международных мигрантов и просто отдыхающих ещё со времени земельного бума во Флориде в 1920-х. Разнообразное население, урбанизация и разноотраслевая экономика развивались во Флориде на протяжении всего XX века. В 2014 году Флорида с населением более 19 миллионов человек обогнала штат Нью-Йорк и стала третьим по численности населения штатом США.
Экономика Флориды менялась с её историей, начиная с эксплуатации природных ресурсов при лесозаготовках, добыче полезных ископаемых, рыболовстве и добыче губок; а также разведения крупного рогатого скота, земледелия и выращивания цитрусовых. Впоследствии стали развиваться туризм, рынок недвижимости, торговля, банковское дело и пенсионный бизнес.

## Ранняя история

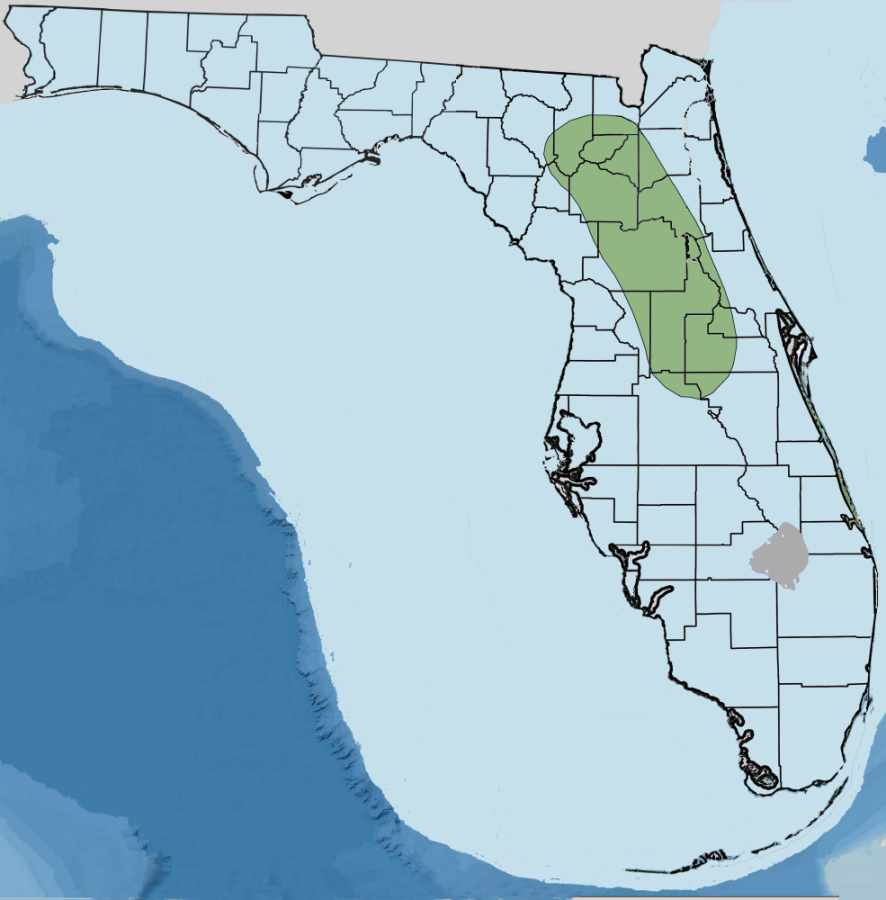
Оранжевый остров в раннем олигоцене

### Геологическая история
Флорида начала формироваться на континенте Гондвана в южном полушарии в позднем докембрии и раннем кембрии 650 млн лет назад. Она фактически была частью Западной Африки в районе современного Сенегала. В палеозое Гондвана соединилась с Лавразией, образовав континент Пангею, а когда Пангея раскололась на части, Флорида оказалась частью Североамериканского континента. В меловой период уровень моря достиг своего максимума, и Флорида почти вся находилась под водой. От этого периода сохранились многочисленные донные отложения, состоящие в основном из моллюсков-рудистов.
В олигоцене, примерно от 34 до 28 миллионов лет назад, продолжила формироваться известняковая флоридская платформа, и образовался остров (или острова), который в 1910 году получил название Оранжевого. В середине олигоцена уровень моря начал понижаться, и Оранжевый остров соединился с североамериканским материком. Образовались обширные массивы суши, и во Флориде появились первые сухопутные животные, например, мезогиппусы. В позднем миоцене и плиоцене почти вся флоридская платформа стала сушей. В плиоцене полоса суши соединила Северную и Южную Америку, отрезав Атлантику от Тихого океана, что привело к формированию Гольфстрима и миграции многих животных с южного континента на северный (так называемый Великий межамериканский обмен). Из Флориды в Южную Америку попали ламы, а с юга во Флориду пришли, в частности, опоссумы.
Во время ледникового периода ледник не доходил до Флориды, но он увеличивался и уменьшался, отчего уровень моря колебался и временами был на 30 метров выше современного, а иногда (например, 18 000 лет назад) опускался на 130 метров, и флоридский полуостров становился вдвое больше современного размера. Климат стал холоднее, во Флориде встречались мамонты и мастодонты, которые вымерли к концу плейстоцена из-за изменения климата и миграции первых людей. В тот же период уровень моря поднялся, и Флорида приняла современные очертания. По словам геолога Джонатана Брайана, современная Флорида застряла в своём геологическом прошлом, и её природа во многом напоминает природу плейстоцена и миоцена.

### Первые люди

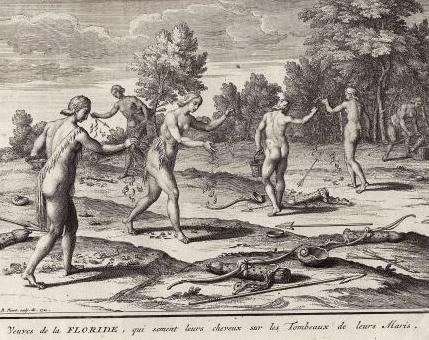
Гравюра на медной пластине с изображением индейцев Флориды, около 1721 года

Первые люди (палеоиндейцы) появились во Флориде около 12 000 лет назад, в конце последней ледниковой эпохи. Уровень моря был ниже, климат был более прохладным и сухим, грунтовых вод и дождей было мало, а пресная вода была доступна только в воронках и известняковых водосборных бассейнах. Палеоиндейцы жили вокруг этих водоёмов. Воронки и бассейны в руслах современных рек (например, стоянка Пейдж-Ладсон в реке Осилла) дали богатую сокровищницу палеоиндейских артефактов, в том числе кловисских наконечников.
Палеоиндейский период длился 2 или 3 тысячи лет, и за это время изменился климат, стало больше дождей, вымерла крупная плейстоценовая фауна, а к 8000 году до нашей эры вымерла лошадь. Палеоиндейская культура постепенно сменилась ранней архаической. Археологи многое узнали о ней благодаря находкам, сделанным в 1982 году в пруду Уиндовер, где были обнаружены кости и артефакты примерно 5000 года до нашей эры.
Поздний архаический период начался около 3000 года до н. э., когда климат Флориды стал таким же, как и сейчас, а уровень моря поднялся почти до нынешнего уровня. Люди обычно занимали как пресноводные, так и солёные водно-болотные угодья. В этот период накапливались крупные обломки ракушек. Многие люди жили в больших деревнях со специально построенными земляными насыпями, например, на острове Хорра, где в архаический период проживало самое большое постоянно населённое сообщество на юго-востоке нынешних Соединённых Штатов. Здесь также находится самый старый курган на Востоке, датируемый примерно 1450 годом до нашей эры. Около 2000 года до н. э. люди, жившие на территории нынешних Флориды и Джорджии, научились изготавливать керамику, и это случилось примерно на 800 лет раньше, чем в остальных регионах Северной Америки. Около 1000 года до н. э. люди постепенно стали переходить от охоты и собирательства к производящему хозяйству. Поселения архаической эпохи были заброшены, люди перешли к относительно оседлому образу жизни и стали заселять ранее необитаемые места. C 500 года до н. э. на побережье примерно от нынешних Тампы до Алабамы формировалась дептфордская культура, которая через 300 лет распалась на три отдельные культуры.
После 1000 года нашей эры в северной Флориде сформировалась форт-уолтонская культура, имевшая много общего с культурами американского юго-востока, которые обычно относят к общей миссисипской культуре.

### Контакт с европейцами
К началу XVI века Флориду населяло примерно 100 000 индейцев, которые успели создать относительно сложную экономику, религию и социальные институты. Они умели строить крупные сооружения с использованием большого количества рабочих рук. Европейцы обнаружили во Флориде шесть крупных этносов и множество субэтносов. Самым крупным было племя тимукуа, которое насчитывало 40 000 человек. Племя апалачи насчитывало около 25 000 человек, племя калуса — 20 000, токобага — 7000, текеста — 5000, племя джеага — 2000. Тимукуа, апалачи и токобага были земледельцами и промышляли охотой, а джеага, текеста и калуса не знали земледелия, как и большинство мелких племён на юге полуострова. Племя калуса достигло удивительно высокого для собирателей социального развития. Все эти племена исчезли через 250 лет после контакта с европейцами: они пострадали от эпидемий, внутренних войн и войн с европейцами, а многие просто покинули полуостров. В 1763 году индейцев осталось всего 200 человек, и они покинули Флориду вместе с испанцами. Пустующие земли в начале XVIII века стали заселять мигранты с севера, которые образовали общность, известную как семинолы. Впоследствии они были выселены на запад, но около 5000 семинолов проживают во Флориде по сей день.

## Испанская Флорида

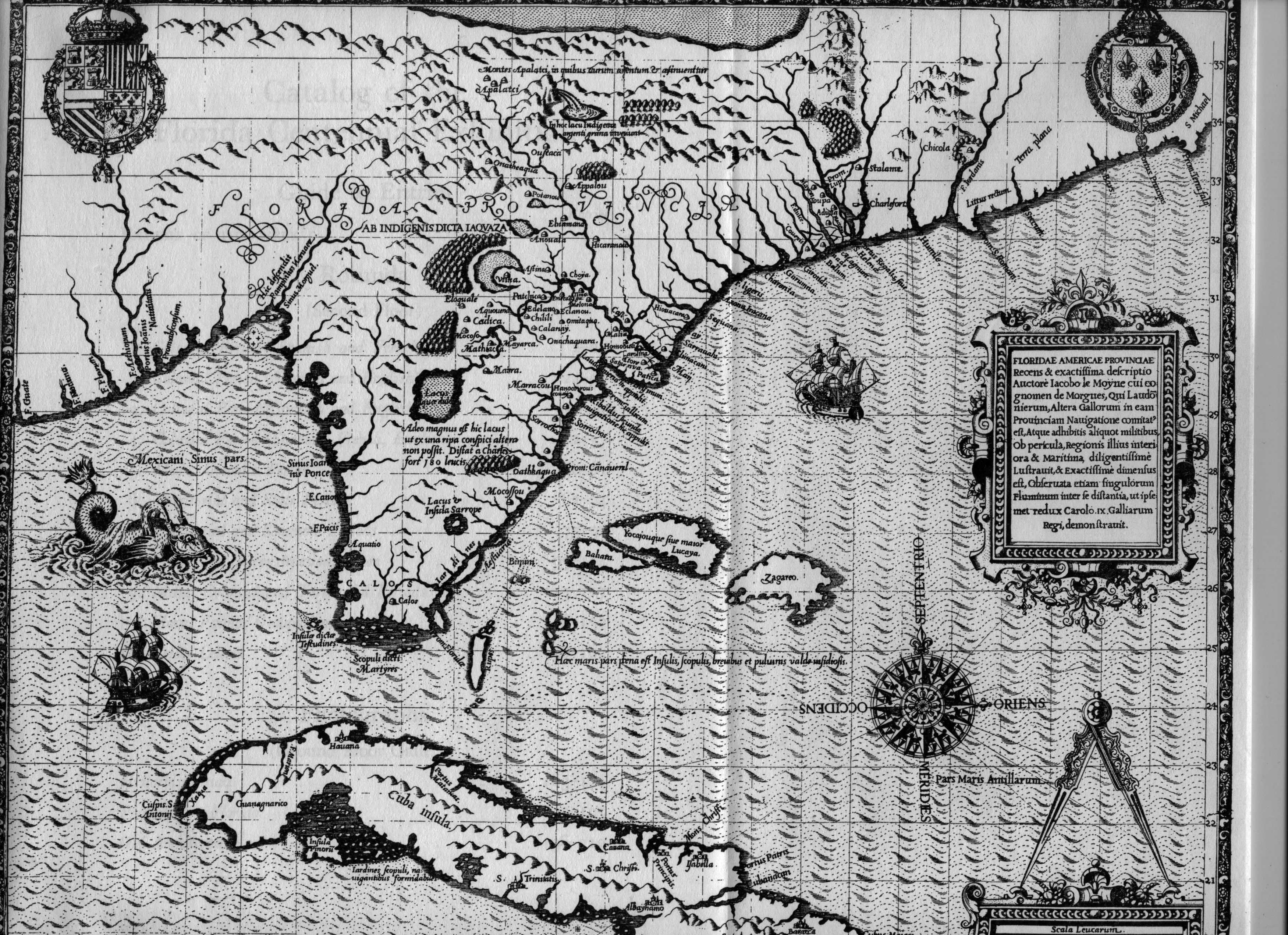
Карта Флориды 1591 года авторства Жака Ле Муана

### Первое испанское правление
Первооткрывателем Флориды считается Хуан Понсе де Леон, спутник Колумба в его втором путешествии, который остался жить на Эспаньоле и впоследствии завоевал для Испании Пуэрто-Рико. Он узнал от индейцев о существовании некоего острова Бимини, в 1512 году получил от короля грант на этот остров и отправился на его поиски. Он снарядил за свой счёт три небольших корабля, вышел в море весной 1513 года, и некоторое время искал Бимини среди Багамских островов. Не найдя ничего, он повернул на запад, и на Пасху 27 марта 1513 года вышел к берегам Флориды. Через несколько дней он высадился в районе современного Сент-Огастина. Багамские индейцы называли эти края Canico или Cancio, но из-за открытия на Пасху, которая у испанцев называется «Pascua Florida» (праздник цветов), земля была названа Флоридой. Испанцы несколько недель исследовали побережье, после чего Понсе де Леон вернулся на Пуэрто-Рико. Король даровал ему титул аделантадо и право колонизации Флориды, но восстание индейцев на островах задержало его.
Понсе де Леона обычно считают первым европейцем, увидевшим Флориду в 1513 году, но у него, вероятно, были предшественники. Флорида и большая часть близлежащего побережья изображены на планисфере Кантино. Понсе де Леон мог не быть первым испанцем, сошедшим на берег во Флориде; работорговцы, возможно, тайно совершали набеги на местные деревни до его прибытия (этим можно объяснить враждебность индейцев к испанцам; кроме того, Понсе встретил как минимум одного испаноговорящего представителя коренных племен).
В 1516 году капитан Диего де Мируело отплыл с Кубы, прошёл вдоль западного побережья Флориды, торгуя с индейцами, и, предположительно, открыл Пенсакольскую бухту. В 1517 году Эрнандес де Кордоба высадился на западном побережье, но погиб в бою с индейцами. Под впечатлением рассказов участников экспедиции губернатор Ямайки в 1519 году отправил экспедицию Альвареса де Пинеда, который два раза высаживался на берегу Флориды, но из-за враждебности индейцев оба раза возвращался на корабли. В 1524 году экспедиция Гомеса прошла вдоль восточного берега Флориды и доказала, что Флорида является частью Американского континента.
В 1521 году, узнав об успехах Кортеса в Мексике, Понсе де Леон решил завоевать Флориду. Он снарядил два корабля, высадился во Флориде и начал строить поселение, но был сразу же атакован индейцами и вернулся на корабли. Понсе де Леон вернулся на Кубу, где скончался от ран, а все планы завоевания Флориды были отложены.
Панфило де Нарваэс, один из спутников Кортеса, в 1526 году получил грант на завоевание Флориды, отплыл из Испании и 4 апреля 1527 года вошёл в залив Тампа. Оттуда он по суше пошёл в район современного Таллахасси, где предполагалось встретить флот, но корабли не пришли в точку сбора, поэтому Нарваэс отправился вдоль берега в Мексику. Только в июне 1536 года остатки его экспедиции, 80 человек, добрались до Мехико.
В 1538 году попытку завоевать Флориду предпринял Эрнандо де Сото, один из спутников Писарро. Он отплыл с Кубы и в мае 1539 года высадился в заливе Тампа. Оттуда он проследовал по суше до Пенсакольской бухты и далее на север. В те годы среди миссионеров возникла теория, что именно жестокость военных вызывает враждебность индейского населения (так сформировалась Испанская чёрная легенда), поэтому доминиканец Луис Кансер де Барбастро попытался наладить контакт с флоридскими индейцами без привлечения армии, но несколько его спутников были убиты, а в июне 1549 года он был убит сам при попытке сойти на берег.
Сторонником завоевания Флориды оставался Луис де Веласко, вице-король Новой Испании, который считал, что овладение полуостровом обезопасит испанские колонии с севера. 30 октября 1558 года он отправил в экспедицию Тристана де Луна-и-Арельяно, который высадился в районе залива Мобил, где основал поселение Santa María de Ochuse (Пенсакола), но не смог обнаружить никакой провизии, а затем шторм повредил его корабли. Де Луна совершил несколько экспедиций вглубь континента, но в итоге был вынужден вернуться в Мексику. На его место был назначен Анхель де Вильяфанье, который тоже не смог решить всех проблем поселенцев и эвакуировал колонистов на Кубу в 1561 году. Таким образом, все первые попытки испанской колонизации окончились провалом. Около 2000 человек погибло в этих экспедициях. Первое постоянное поселение удалось основать только французам.

### Французская Флорида
Первая французская попытка колонизации Флориды была предпринята по инициативе адмирала Гаспара де Колиньи. В 1555 году сорвалась попытка колонизации Бразилии, но 30 апреля 1562 года три французских корабля под командованием Жана Рибо прибыли в устье реки Сент-Джонс и наладили торговые контакты с индейцами. В 1564 году Колиньи отправил вторую экспедицию, под командованием Рене Гулен де Лодоньера, который достиг Флориды 22 июня, а 25 июня основал форт Каролина на территории нынешнего Джексонвилла. Однако очень скоро стала ощущаться нехватка продовольствия, начались протесты и мятежи, а сам Лодоньер стал болеть и терять интерес к колонии.
Появление французов встревожило испанского короля, который, если и имел планы покинуть Флориду, то теперь быстро от этого отказался. По его распоряжению Педро Менендес де Авилес собрал большой флот из 19 кораблей, который 20 июня 1565 года покинул Кадис, задержался на Канарских островах из-за штормов, и 28 августа, в день Святого Августина, достиг берегов Флориды, 8 сентября высадил экипажи на берег в устье реки, названной им рекой Святого Августина, и объявил Флориду собственностью испанского короля. Этот день считается днём зарождения города Сан-Агустин (нынешнего Сент-Огастина). Уже 10 сентября французские корабли подошли к месту высадки испанцев, но внезапный шторм уничтожил их. Менендес по суше отправился к форту Каролина и быстро захватил его, переименовав в Форт-Матео. Уцелевшие французы построили укрепление на мысе Канаверал, но Менендес обнаружил их, взял в плен и отправил в Гавану. В июне 1567 года Доминик де Гург совершил набег на испанские поселения и сжёг форт Матео. После этого Менендес основал ещё несколько поселений на побережье Флориды, но только Сан-Агустин смог стать постоянным поселением. На западном берегу Менендес основал поселение в бухте Шарлотта и поселение Такобага (Тампа), но из-за враждебности индейцев калуса они были покинуты испанцами.

### Флорида в конце XVI века

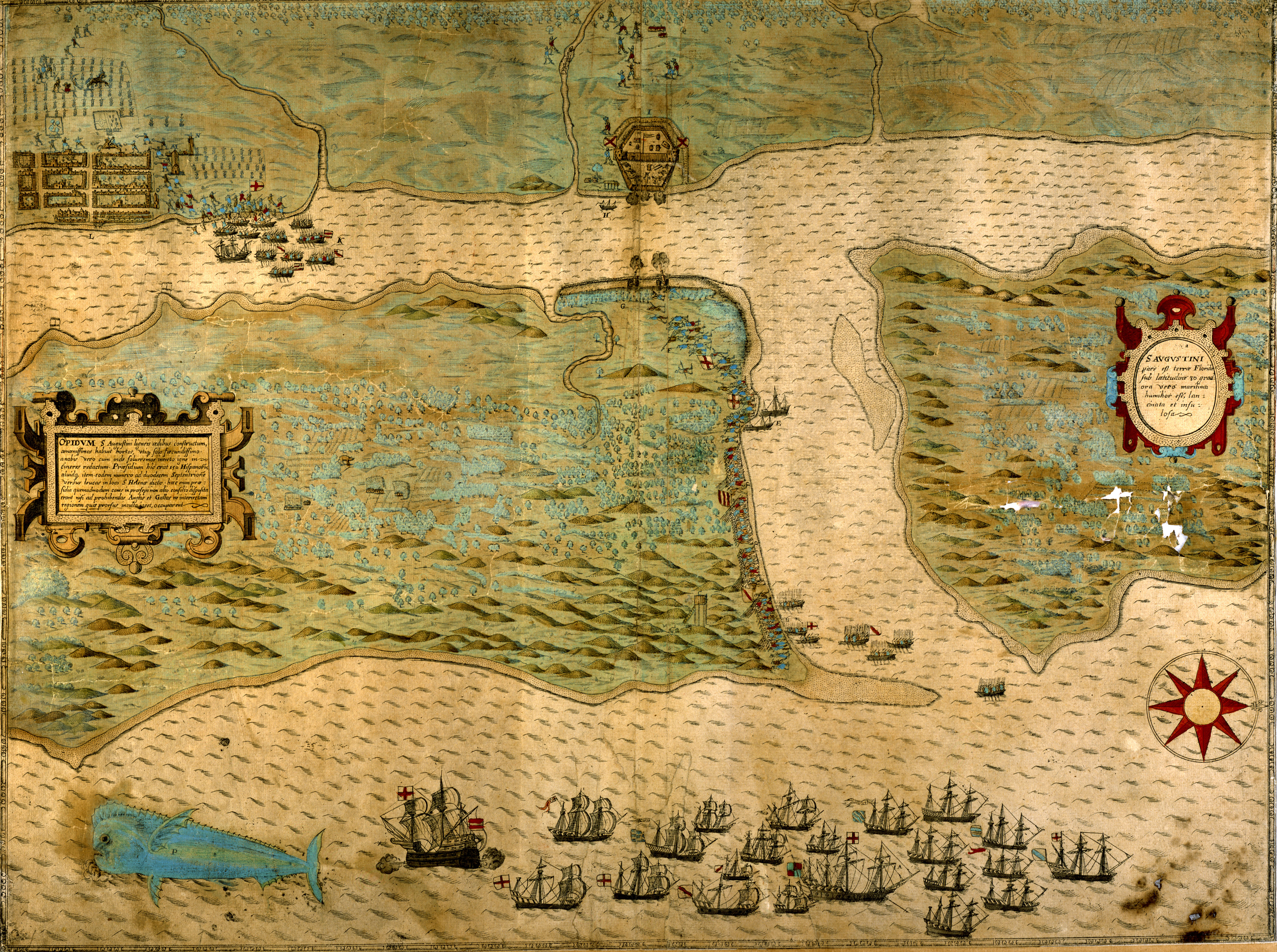
Флот Дрейка у Сан-Агустина

За время правления Менендеса удалось основать только небольшое селение Сан-Агустин. Во Флориде не удавалось извлечь дохода из ферм, шахт или от труда рабов, как в других испанских колониях, но её надо было удерживать в качестве передового пограничного форпоста. В те годы заместителем Менендеса служил его племянник Педро Менендес Маркес, который остался заместителем губернатора и при его преемнике Эрнандо де Миранда, губернаторе с 1575 года. С 1577 года Маркес служил временным губернатором, а в 1578 году он стал постоянным губернатором Флориды и прослужил на этом посту до 1589 года. Флоридская колония жила за счёт перечислений из провинции Новая Испания, которые тратились на закупку товаров в Мексике или на Кубе. Епископ Кубы в то время был главой приходов во Флориде, хотя его участие, материальное и духовное, было незначительным.
К 1585 году в Сан-Агустине был уже дом администрации, церковь, и 300 человек жителей. В этом же году Фрэнсис Дрейк покинул Англию и совершил набег на испанские колонии, разграбил Санто-Доминго и Картахену, а потом случайно заметил Сан-Агустин и атаковал его. Губернатор Маркес успел эвакуировать население и наскоро построить форт, но гарнизон не стал его оборонять, и Дрейку достались все орудия и казна форта. Перед уходом он разрушил все строения в городе, поэтому на восстановление Сан-Агустина потом ушло много времени. Набег Дрейка встревожил все колонии, стало понятно, что надо строить серьёзные форты с большим количеством орудий и сильными гарнизонами. Встал вопрос о том, насколько Сан-Агустин подходит для поселения. 22 сентября 1599 года ураган разрушил город и снова заострил вопрос о переносе поселения: город было трудно оборонять, он находился далеко от торговых путей, далеко от крупных поселений индейцев (чтобы быть базой для проповедников), и у него было мало пахотной земли. Вместе с тем это была единственная подходящая гавань на атлантическом побережье испанской Северной Америки. Вероятно, отсутствие денежных средств спасло город от переноса на другое место.

### Флорида в XVII веке

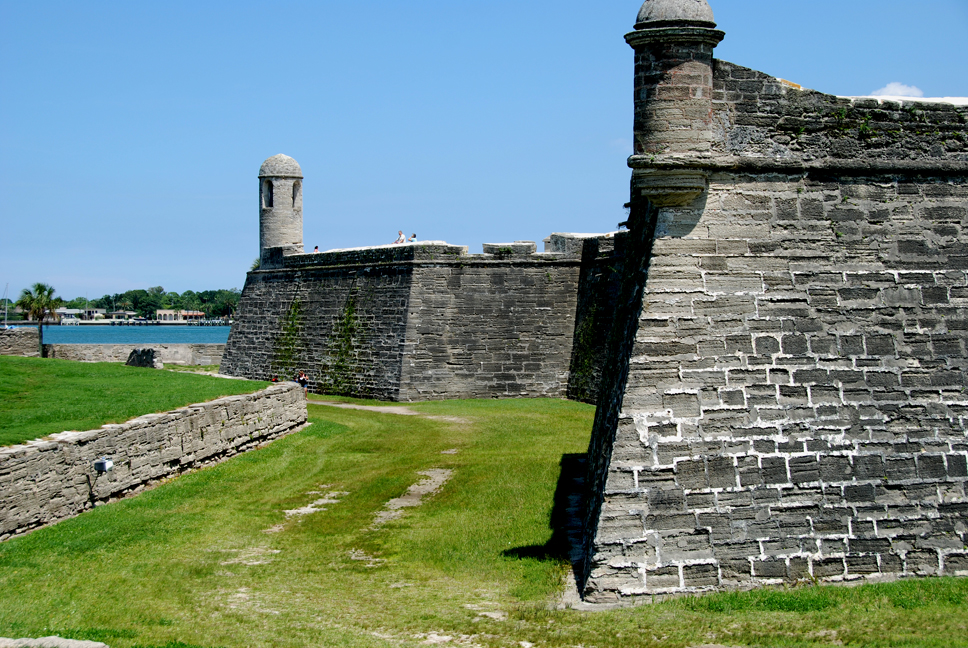
Форт Сан-Маркос

В начала XVII века стало ясно, что Флорида останется лишь военным форпостом империи, не будет заселена европейцами и не сможет сама себя обеспечивать. Но оставалась надежда, что флоридских индейцев можно христианизировать, цивилизовать и испанизировать, и использовать их для защиты колонии. В других испанских колониях для этих целей использовался институт энкомьенды, но во Флориде она не прижилась. Задача христианизации населения была поручена католическим миссиям. Миссионеры старались работать без содействия армии, несмотря на враждебность индейцев, которые иногда поднимали восстания. Пик активности миссионеров пришёлся на 1674 год. В 1676 году миссий было 40, в 1680 году уже 52. Но затем участились набеги индейцев и англичан, миссии стали разрушаться, и к 1708 году их вообще не осталось за пределами Сан-Агустина.
Испанцам было трудно удерживать контроль над Флоридой даже тогда, когда главную проблему представляли индейцы и дикая природа, но появление англичан в южной Атлантике и французов на Миссисипи сделало их положение безнадёжным. Появление английского города Джеймстаун в начале XVII века встревожило испанцев, но они лишь отправили туда две разведывательные экспедиции в 1609 и 1611 годах и больше ничего не предпринимали. Основание же города Чарльстон в 1670 году представляло уже серьёзную угрозу. Ещё в 1668 году англичане под командованием Роберта Сирла совершили набег на Сан-Агустин, что заставило испанцев задуматься об укреплении города. 2 октября 1772 года был заложен форт Кастильо-де-Сан-Маркос, который был достроен к началу XVIII века. Этот большой каменный форт заменил существовавшие до этого девять деревянных фортов. В 1686 году экспедиция Томаса де Леона отправилась к Чарльстону, но пострадала от урагана, не достигнув цели.
Пока испанцы боролись с английским продвижением с севера, новая опасность возникла на западе: французы, исследовав Великие Озёра, продвинулись в долину Миссисипи, и в 1682 году добрались до Мексиканского залива. Между 1685 и 1690 годами испанцы отправили 11 экспедиций на поиски французов, но ничего не нашли, зато обнаружили Пенсакольскую бухту и стали планировать восстановление поселения на этом месте. 13 июня 1694 года король своим указом повелел заселить Пенсаколу, но только появление французских кораблей в 1694 году заставило испанцев заняться вопросом всерьёз: в конце года была построена крепость Форт-Сан-Карлос-де-Аустриа. Так образовалась новая провинция, первым губернатором которой стал Андрес де Арриола. Уже в январе 1699 года появились французские корабли, но не смогли войти в Пенсакольскую бухту. Тогда они основали поселение западнее. В 1702 году они основали форт Мобил, который после наводнения 1711 года был перенесён на то место, где находится сейчас. Положение испанцев в Пенсаколе было ненадёжным, но им удалось установить дружественные отношения с французами в Мобиле, и даже получать от них продовольствие.

### Флорида в начале XVIII века

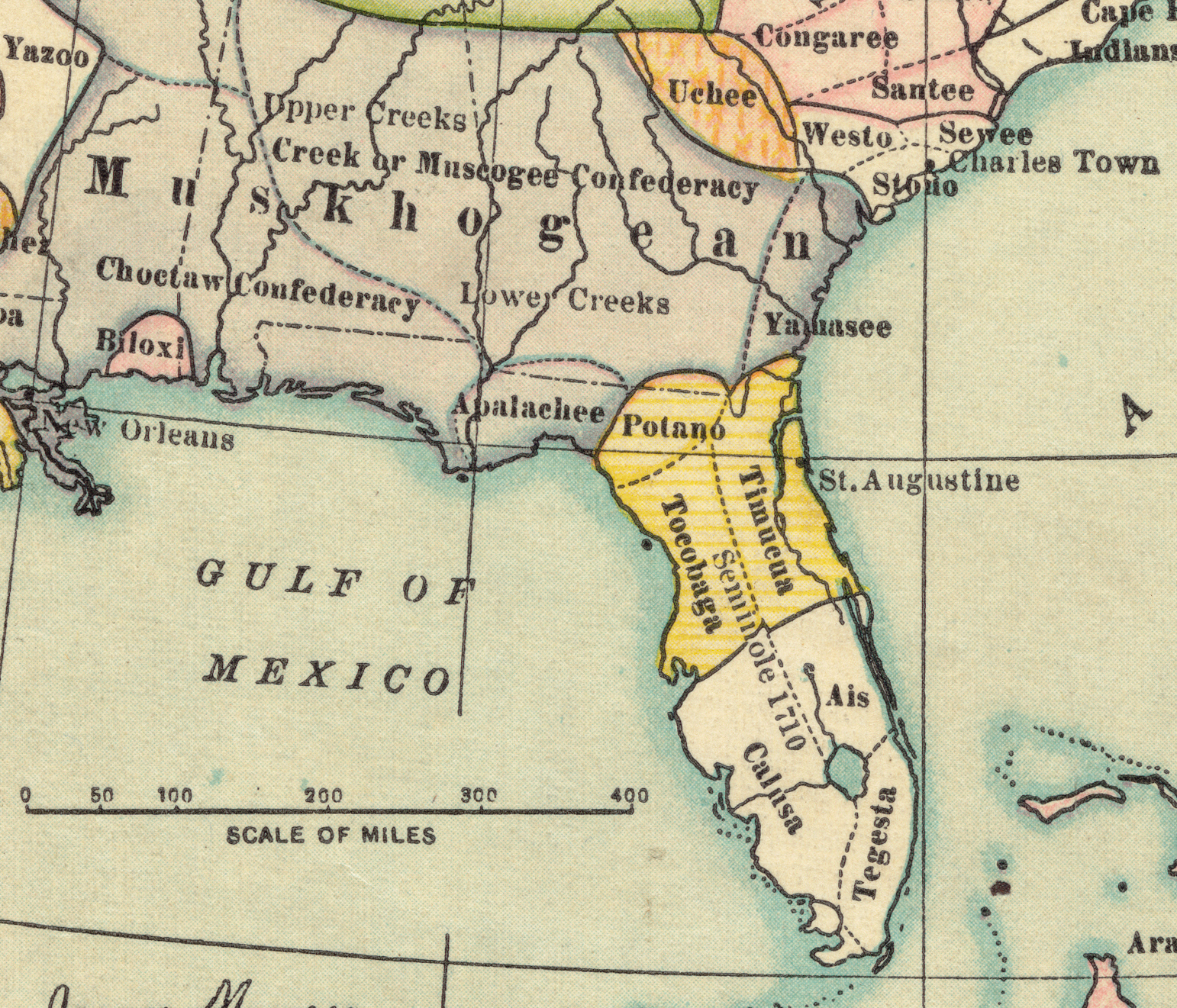
Флорида в 1710—1720 годах, карта Джеймса Муни (1904)

Конфликтов с Провинцией Каролина некоторое время удавалось избежать по причине миролюбия губернатора Джона Арчдейла, но в 1700 году губернатором стал Джеймс Мур, который желал проявить себя, а каролинцы были раздражены тем, что их рабы иногда сбегают во Флориду под защиту испанцев. В 1702 году Сан-Агустин был атакован с суши и с моря, но отсутствие орудий крупного калибра не позволило взять форт. Появление испанских кораблей заставило Мура отступить. Он не потерял ни одного человека, но был вынужден бросить все лодки и множество армейского имущества. В январе 1704 года Мур совершил рейд против флоридских индейцев, известный как «избиение аппалачей». В ходе этого набега были уничтожены все испанские миссии в регионе.
В 1718 году началась Война четверного альянса. Французский губернатор Нового Орлеана быстро собрал отряд, атаковал Пенсаколу и 14 мая 1719 года легко захватил её. Губернатор Кубы сразу же отправил к Пенсаколе свой отряд, который неожиданной атакой 8 августа отбил поселение. В сентябре того же года в Мобил пришёл флот графа де Шамеслена, и при его поддержке французы снова захватили Пенсаколу. На следующий год война прекратилась. По договору 27 марта 1721 года Пенсаколу формально вернули Испании, хотя французский гарнизон покинул форт только в 1722 году. Испанцы восстановили город, разместив основные постройки на острове Санта-Роза, но в 1752 году их разрушил ураган, и поселение перенесли обратно на континент. 12 августа 1760 года на поселение обрушился ещё один ураган. Из-за этих катаклизмов город сильно пострадал и не представлял большой ценности к 1763 году, когда был передан Великобритании.
На восточном побережье ситуация осложнилась для испанцев в 1733 году, когда на спорной территории между Флоридой и Каролиной англичанами была основана колония Джорджия. Ещё ранее, в 1727 году, британский полковник Джон Палмер вторгся во Флориду и разбил флоридских индейцев около Сан-Агустина, но не стал нападать на сам город и вернулся в Каролину. В 1739 году начался конфликт, известный как Война за ухо Дженкинса, который перерос в Войну за австрийское наследство. Губернатор Джорджии Джеймс Оглторп в 1740 году вторгся во Флориду, захватил форт Сан-Диего, после чего осадил Сан-Агустин, но не смог взять город, а в июне вернулся в Саванну. Испанцы воспользовались моментом, перешли в контрнаступление и в 1742 году организовали вторжение в Джорджию, но не достигли успеха. В сентябре того года Оглторп предпринял ещё одну экспедицию, но снова безуспешно. Последующие 20 лет истории Сан-Агустина прошли относительно мирно.
Испанцам так и не удалось наладить хорошие отношения с флоридскими индейцами. Их товары не могли конкурировать с французскими и английскими, и Испания постепенно теряла влияние на индейцев. Если в 1726 году несколько тысяч индейцев обращались к испанцам за защитой и покровительством, то к 1739 году их осталось всего 400. К 1743 году количество индейских селений вокруг Сан-Агустина сократилось с девяти до четырёх.

## Британское правление (1763—1783)

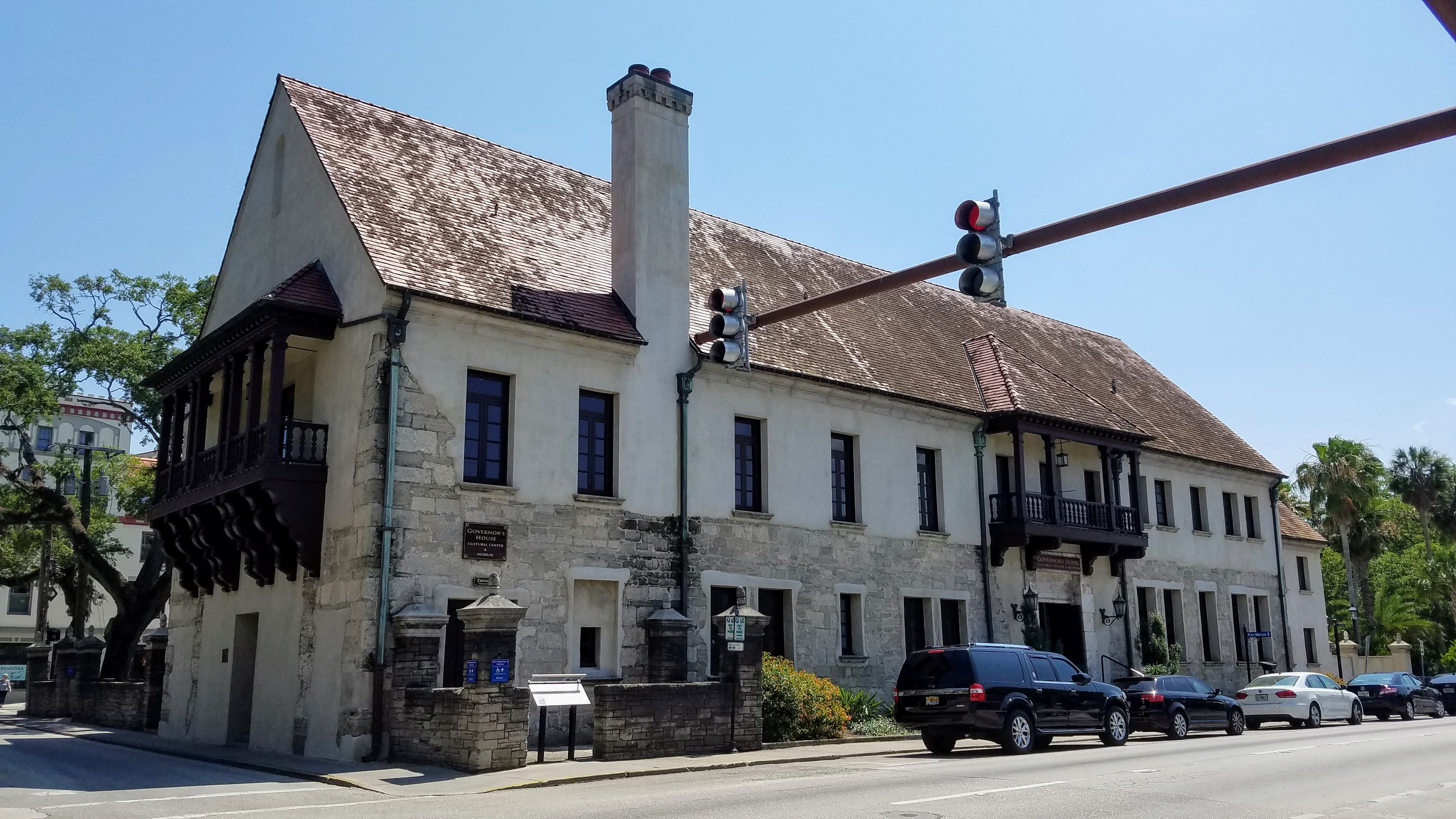
Губернаторский дом в Сент-Огастине

В 1754 году началась англо-французская война в Америке, которая переросла в Семилетнюю войну в Европе. На территории Флориды боевых действий не проходило, но после завершения войны Флорида стала объектом переговоров. По условиям Парижского мира 1763 года Испания передала Великобритании всю Флориду в обмен на Гавану, захваченную британской армией в ходе войны. К этому моменту, после двух столетий колонизации, во Флориде испанцам принадлежали только Сан-Агустин (нынешний Сент-Огастин), форт Сент-Маркс и Пенсакола. Остальное было заселено неподконтрольными Испании индейцами-семинолами.
Британское правительство реорганизовало управление Флоридой, что было зафиксировано Королевской декларацией 1763 года. Флорида была разделена на две части по реке Аппалачикола на Западную Флориду и Восточную Флориду. В конце 1764 года губернатором Восточной Флориды стал Джеймс Грант, который сформировал Королевский совет, чем сделал первый шаг к формированию представительной власти во Флориде. Грант показал себя способным и довольно популярным губернатором и оставался на этой должности до 1771 года. Он налаживал отношения с индейцами, вёл с ними переговоры, раздавал подарки и не препятствовал продаже им оружия, хотя и ввёл лицензии для торговцев. Такая политика привела к тому, что индейцы были лояльны английским властям в годы Американской революции. Западной Флориде повезло меньше: губернатор Джордж Джонстон оказался проблемным администратором. Он тоже созвал представителей на ассамблею 3 ноября 1766 года, но эта ассамблея просуществовала недолго и не смогла стать полноценным органом власти. Джонстон был отозван в 1767 году, на его место назначили Монфорта Брауна, который вскоре оказался под следствием, а губернатором в 1769 году стал Джон Элиот, который вскоре после назначения неожиданно покончил жизнь самоубийством. Неразбериха завершилась в 1770 году, когда губернатором стал Питер Честер. Он оставался на этом посту до самого конца британского правления.
Британская Флорида во многом продолжала напоминать Испанскую Флориду. Она существовала полностью на субсидии из Великобритании. Так, в 1764 году Восточная Флорида получила субсидий на £5700, из которых £2700 ушло на зарплаты, £1500 на торговлю с индейцами, £1000 на непредвиденные расходы и £500 на развитие сельского хозяйства. Правительство старалось поощрять заселение Флориды и раздавало земельные гранты, но миграция шла медленно. Практически полное отсутствие дорог позволяло заселять только прибрежную полосу.
Шотландский поселенец по имени Эндрю Тернбулл приобрёл грант на 20 000 акров и в 1768 году переселил около 1500 наемных поселенцев с Менорки, Майорки, Ибицы, Смирны, Крита, полуострова Мани и Сицилии, чтобы выращивать коноплю, сахарный тростник, индиго и производить ром. Они основали колонию Нью-Смирна, названную в честь жены Тернбулла, которая была родом из греческой Смирны. Колония в течение нескольких месяцев понесла большие потери, в основном из-за болезней и набегов семинолов. Большинство культур не прижились на песчаной почве Флориды. Те, что выжили, редко могли сравниться по качеству с другими колониями. Колония так и не смогла обеспечить себя продовольствием и зависела от финансовой помощи губернатора, а когда Грант покинул пост, то колония оказалась обречена.

### Введение гербового сбора (1765)
В 1765 году британский парламент издал Гербовый акт, который вводил в колониях гербовый сбор. Это привело к протестам во всех колониях, но в обеих Флоридах недовольных было совсем мало. В Восточной Флориде Томас Грэм, распределитель гербовых марок, вступил в должность 30 ноября и исполнял свои обязанности без помех. Губернатор Грант в апреле 1766 года сообщил правительству, что «безнравственный дух протеста не распространился в юной колонии». Поведение флоридцев объясняется тем, что они были переселенцами из Англии и привыкли воспринимать британский парламент законным источником власти. В Западной Флориде ситуация сложилась немного иначе. В то время она была населена в основном французами. Губернатор Джонстон был намерен решительно вводить гербовый сбор в колонии, но это породило недовольство и пассивные протесты. Джонстон писал: «Бедные невежественные североамериканцы ещё шесть месяцев назад были готовы идти за меня на смерть, а теперь сами готовы приговорить меня к смерти за мою веру в то, что парламент Британии имеет какую-то власть над Западной Флоридой». Губернатор узнал, что в колонии зреет заговор, к которому могут примкнуть военные. Тем не менее до активного протеста дело не дошло. Население в этом вопросе раскололось по национальному признаку: мигранты из Северной Америки были категорически против акта, но их было мало; французское население было привычно к абсолютизму и не было настроено протестовать, мигранты из Англии и Шотландии были в основном лояльны британскому парламенту. Однако даже и протестно настроенное меньшинство понимало, что оно во всех смыслах зависимо от Великобритании, и ему не у кого искать помощи в этом вопросе.

### Флорида и Война за независимость
Когда в 1776 году представители тринадцати североамериканских колоний провозгласили независимость от Великобритании, многие жители Флориды осудили это действие. Возмущённые жители Сент-Огастина сожгли чучела Хэнкока и Адамса. Губернатор Восточной Флориды Патрик Тонин был уверен, что флоридцы не присоединятся к протестам колоний. Их было слишком мало, они сильно зависели от метрополии, почти не вели торговли, и многие жили на правительственные зарплаты.
Во время американской войны за независимость некоторые флоридцы фактически помогали проводить рейды в близлежащие штаты. Континентальные силы пытались вторгнуться в Восточную Флориду в начале конфликта, но потерпели поражение 17 мая 1777 года в сражении при Томас-Крик, когда американский полковник Джон Бейкер сдался британцам.
В марте 1778 года власти Джорджии, уверенные в том, что англичане готовят вторжение из Флориды, потребовали от губернатора нанести контрудар. В апреле им удалось уничтожить британские корабли у побережья, оставив Флориду без прикрытия со стороны моря. В июне джорджианцы и южнокаролинцы вошли на территорию Флориды. Британские солдаты и американские лоялисты заняли оборону у моста через реку Аллигатор-Крик. 30 июня произошло небольшое сражение при Аллигатор-Крик, в котором британский генерал Скривен сумел разбить противника. Так завершилось последнее американское вторжение во Флориду.
21 июня 1779 года Испания объявила войну Англии. Губернатор Луизианы, Бернардо де Гальвес захватил Натчез (5 октября), а в январе 1780 года выступил на Мобил и взял его 14 марта. В 1781 году он атаковал Пенсаколу тремя армиями. Британский генерал Кэмпбелл с гарнизоном в 2000 человек был готов к обороне, но 8 мая в Пенсаколе взорвался пороховой погреб и Кэмпбелл был вынужден капитулировать. На этом кончилось британское правление в Западной Флориде. Это же событие повлияло позже на решение Британии отказаться и от Восточной Флориды.

## Второе Испанское правление (1783—1821)

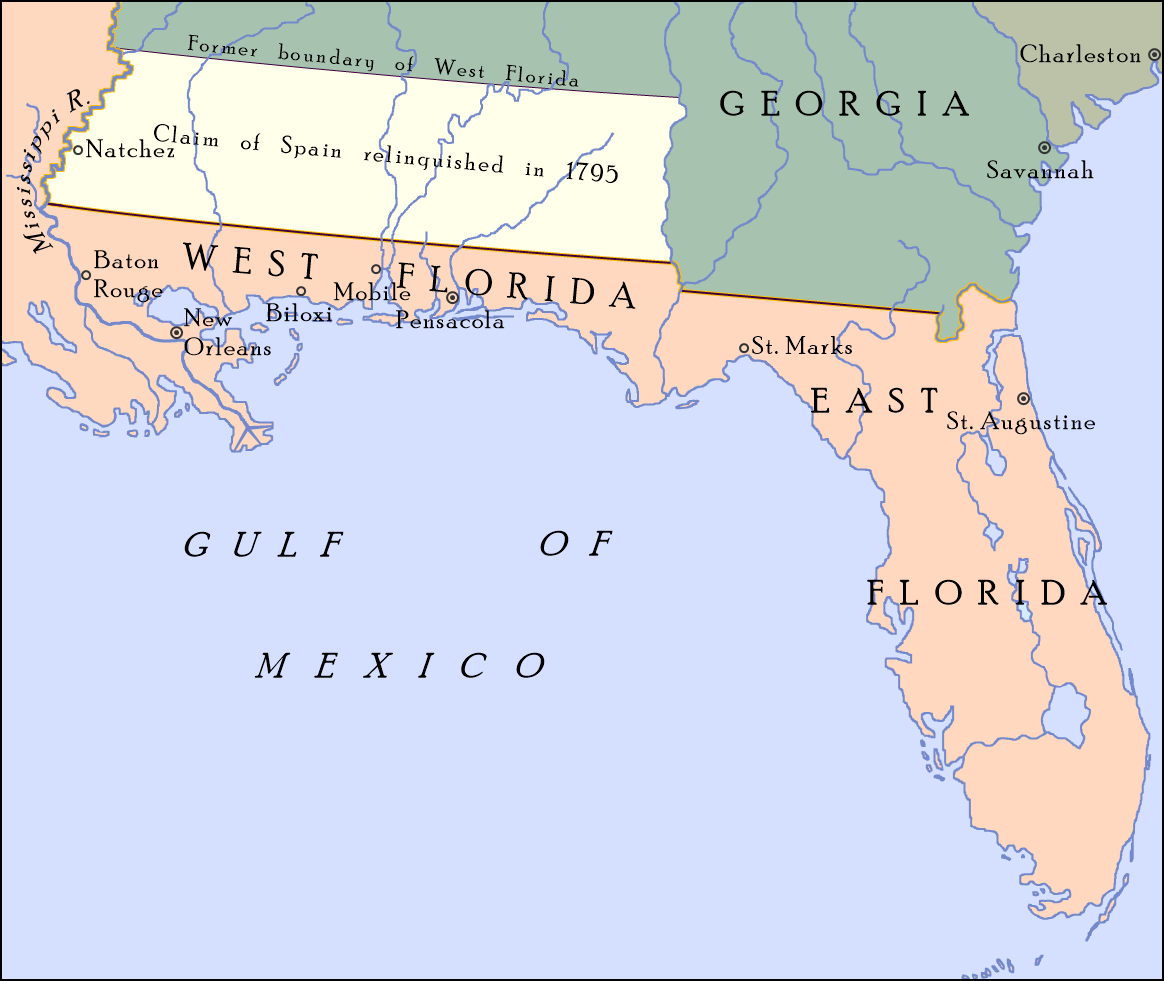
Земли, уступленные Испанией по договору в Сен-Лоренцо

Уже в самом начале второго испанского правления стало ясно, что Испания не может заселить эту территорию, развивать её и управлять ей. Стало очевидно, что США в итоге заберут её, если не вмешается другая европейская держава. Наполеоновские войны и революции в самой Америке ослабили Испанию, в то время как США постепенно становились сильнее. В 1795 году Испания пошла на первую уступку: по договору в Сен-Лоренцо она отказалась от претензий на территории севернее 31-й параллели, а также разрешила навигацию по реке Миссисипи и использование Нового Орлеана в качестве транзитного порта. В 1800 году Луизиана была передана Франции, что облегчило положение испанцев во Флориде, но в 1803 году Луизиана была продана Соединённым Штатам, и теперь утрата Испанией Флориды стала вопросом времени. В 1810 году в Конгресс США прошло несколько молодых и амбициозных депутатов с Юга и Запада, под влиянием которых возникли планы захвата Канады и Флориды. Это привело к попыткам создания республик в Западной и Восточной Флориде.

### Республика Западная Флорида
Власть Испании была особенно слаба на западной окраине Западной Флориды, где было много переселенцев из США. 25 июля 1810 года они собрались на Конвент, а через месяц захватили Батон-Руж и объявили Западную Флориду независимой республикой. Но правительство США не признало республику. 27 октября 1810 года президент Мэдисон издал декларацию, в которой объявил, что часть Западной Флориды от реки Пердидо до реки Миссисипи является частью Французской Луизианы и перешла в собственность США во время покупки Луизианы. Тем не менее Мэдисон не стал вводить туда войска, а надеялся мирно договориться с Испанией. Однако госсекретарь Монро велел Уильяму Клейборну, губернатору Территории Луизиана, ввести войска во Флориду. 15 апреля 1813 года американская армия вошла в Мобил. В 1812 году Луизиана стала штатом, и её восточная граница прошла по реке Ибервиль. Земля между рекой Ибервиль и рекой Пердидо стала округом Территории Миссисипи.
Губернатор Западной Флориды Хуан Висенте Фолч выразил желание передать свою провинцию американскому правительству. 15 января 1811 года Конгресс разрешил президенту занять обе Флориды, если получится сделать это мирным путём. Президент послал во Флориду генерала Джорджа Мэтьюза, который связался с Фолчем, но тот уже изменил своё решение. Миссия Мэтьюза окончилась неудачей, но он решил, что обстановка в Восточной Флориде более благоприятна, и там вполне вероятна революция против испанской власти.

### Война патриотов
9 июня 1811 года Мэтьюз прибыл в Сент-Мэрис и попытался начать переговоры с испанскими властями в Сан-Агустине (Сент-Огастине), но понял бессмысленность переговоров и стал готовить восстание. Он навербовал около сотни человек и 13 марта с этой так называемой «Армией патриотов» вошёл во Флориду. Он намеревался захватить Сан-Агустин, но американский флот в Джорджии не стал ему содействовать, и тогда Мэтьюз захватил Фернандину. Оттуда он снова пошёл на Сан-Агустин и захватил форт Муса-Олд-Форт, но Сан-Агустин не сдавался. Между тем Конгресс США не стал поддерживать президента в этом деле и тот вынужден был отказать в помощи Мэтьюзу. Полномочия Мэтьюза были отозваны и на его место прислан подполковник Смит. 16 мая испанцы выбили Мэтьюза из форта, а затем им на помощь подошли подкрепления и они потребовали от Смита уйти из Флориды. 18 июня 1812 года США объявили войну Англии, но всё равно Конгресс не поддержал планы присоединения Флориды. Несмотря на это, отряд Мэтьюза в июле составил конституцию для новой территории. Вскоре Мэтьюз умер, и положение его армии стало безнадёжным. В конфликт на стороне Испании включились индейцы-семинолы, а на помощь «патриотам» подошёл отряд джорджианского ополчения. В начале 1813 года возникла опасность, что в конфликт вмешается Британия, поэтому 7 марта 1813 года всем «патриотам» было приказано покинуть Флориду.

### Англо-американская война
В мае 1813 года английские суда вошли в устье реки Сент-Мэрис на восточном побережье Флориды и начали переговоры с индейцами, предлагая им начать войну с американцами и пытаясь через них поощрять плантационных рабов к побегам. Это вызвало недовольство испанского губернатора, который опасался, что в итоге ему придётся отвечать за это перед американцами, но англичане проигнорировали его протесты. Они совершили несколько набегов вглубь континента, но уже 24 декабря между США и Англией был заключён мир. В том же году в Западной Флориде англичане высадили десант и заняли укрепления Пенсаколы. Испанцы не протестовали. 22 августа в Мобил прибыл отряд генерала Эндрю Джексона. Несколько дней спустя, 30 августа, индейцы напали на американцев в форте Мимс, и произошло событие, известное как резня в форте Мимс, которое фактически положило начало Крикской войне. 3 ноября Джексон, не дожидаясь разрешения командования, выступил из Мобила на Пенсаколу, 6 ноября взял штурмом её укрепления и вынудил англичан оставить Флориду. Оттуда он отправился к Новому Орлеану, где одержал прославившую его победу в сражении при Новом Орлеане 8 января 1815 года. Война к тому моменту была уже закончена.

### Первая семинольская война

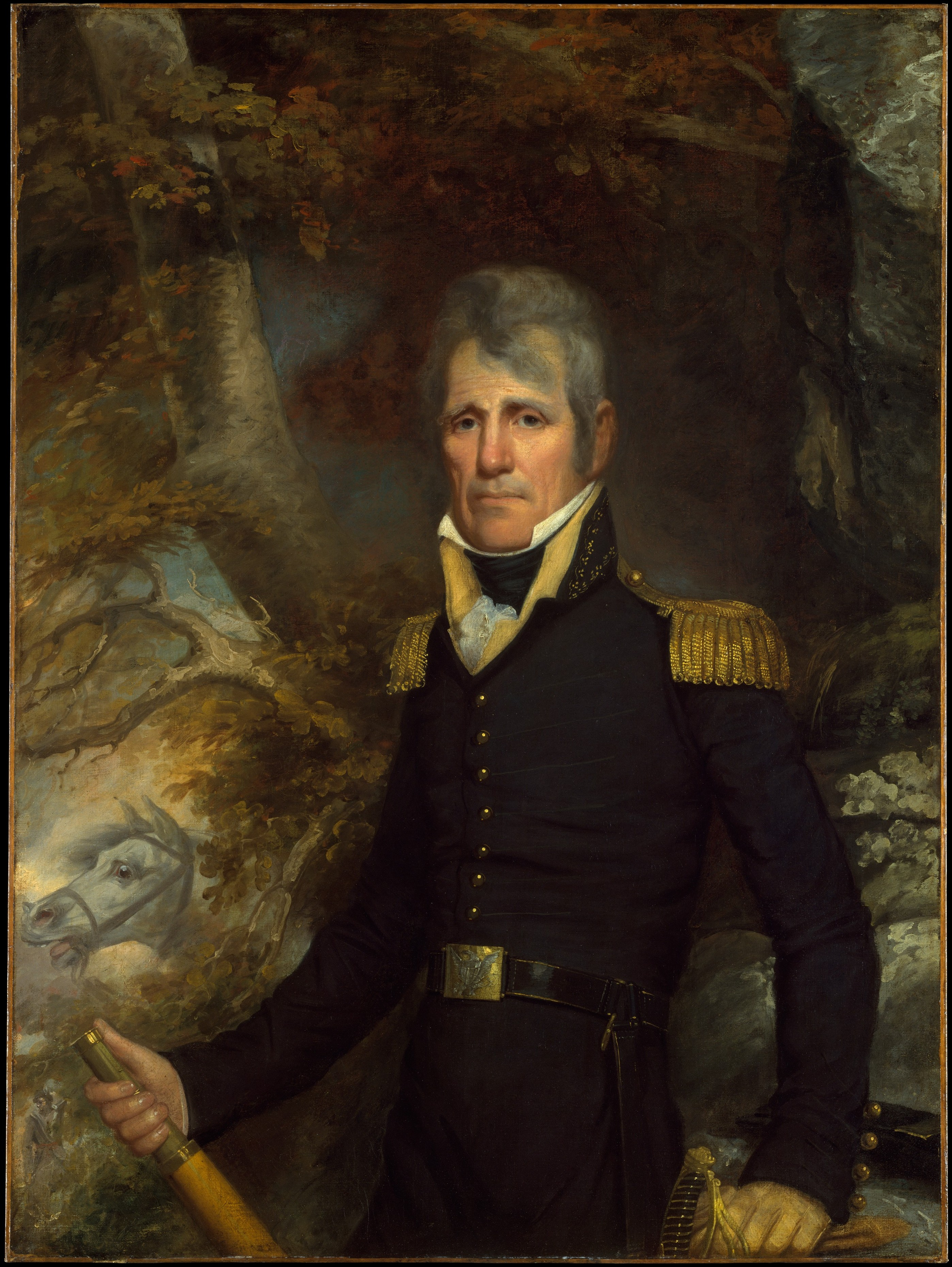
Генерал Эндрю Джексон в 1819 году. (Джон Джарвис)

В 1815 году англичане покинули Флориду, оставив на её территории форт, который вскоре был захвачен неграми и получил название Негро-Форт. Слухи о нём быстро распространились по Джорджии, вызвав тревогу рабовладельцев и Джорджии, и Флориды. Президент Мэдисон не знал, как решить проблему, и тогда генерал Эндрю Джексон велел армии войти на испанскую территорию и уничтожить форт. 20 июля 1816 года форт был осаждён, и при первом же обстреле калёное ядро попало в пороховой погреб. При взрыве погибли 250 человек, почти все защитники форта.
Однако уничтожение Негро-Форта не решило проблему пограничных конфликтов. Белые, негры и индейцы совершали регулярные набеги друг на друга, в основном ради похищения скота. В 1817 году генерал Гейнс напал на Фултаун, индейское селение на территории Джорджии, которое отказалось признавать суверенитет США. В ответ неделю спустя индейцы напали на американский конвой на реке Аппалачикола. Военный секретарь Джон Кэлхун разрешил генералу Джексону войти на территорию испанской Флориды для наказания семинолов. 12 марта 1818 года Джексон выступил из форта Скотт с отрядом примерно в 3000 человек, дошёл до руин Негро-Форта и построил там форт Гадсден. Оттуда он отправился на восток, разрушил несколько индейских поселений, а 6 апреля захватил испанский форт Сен-Маркс. Во время этих рейдов попали в плен два британца, которых предали суду, обвинили в пособничестве семинолам и казнили в Сен-Марксе. 23 мая армия Джексона подошла к испанской Пенсаколе, осадила форт Барранкас и принудила его к капитуляции. На этом война, известная тогда как Семинольская война, а впоследствии как Первая семинольская война, завершилась.
Поход Джексона привёл к конфликту с Англией, Испанией, и к внутреннему политическому конфликту. Великобритания была возмущена казнью двух британских подданных, но в итоге не стала портить отношения с США из-за этого инцидента. Испания потребовала извинений, и госсекретарь Джон Куинси Адамс пообещал вернуть испанцам Пенсаколу и принёс извинения. В это же время он вёл переговоры с испанской стороной о передаче Соединённым Штатам Флориды. После вторжений Джексона Испания решила, что Флорида стала слишком тяжелым бременем, поскольку она не могла позволить себе посылать поселенцев или гарнизоны для надлежащего занятия земли и получала очень мало доходов от территории. Поэтому Мадрид решил уступить Флориду Соединённым Штатам.
Соответствующее соглашение было оформлено как договор Адамса — Ониса. Он также урегулировал несколько пограничных споров между испанскими колониями и США в обмен на выплату американцами 5 000 000 долларов по искам против правительства Испании. Договор был подписан в Вашингтоне 22 февраля 1819 года, ратифицирован Сенатом США 24 февраля, но испанские Кортесы ратифицировали его только 25 октября. 22 февраля 1821 года Сенат повторно ратифицировал договор, а чуть позже испанские флаги во Флориде были официально заменены на американские.
Война привела к долгим дебатам в сенате США. Джексона обвиняли в превышении полномочий, в нарушении Конституции и беспричинной казни британских подданных. Его основным обвинителем стал сенатор Генри Клей. Но Джексона спасла его популярность и никакого серьёзного наказания для него не последовало.

## Флорида в составе США

### Флоридская территория (1822—1845)
Флорида стала организованной территорией Соединённых Штатов 30 марта 1822 года. Американцы объединили Восточную Флориду и Западную Флориду (хотя большая часть Западной Флориды была присоединена к Орлеанской территории и территории Миссисипи) и основали новую столицу в Таллахасси, удобно расположенном на полпути между столицей Восточной Флориды Сент-Огастин (Сан-Агустин) и столицей Западной Флориды Пенсаколой. Границы первых двух округов Флориды, Эскамбии и Сент-Джонса, примерно совпадали с границами Западной и Восточной Флориды соответственно. Свободные чернокожие и индейские рабы, черные семинолы, жившие недалеко от Сент-Огастина, бежали в Гавану чтобы не попасть под контроль США. Некоторые семинолы также покинули свои поселения и двинулись дальше на юг. Сотни чёрных семинолов и беглых рабов бежали в начале девятнадцатого века с полуострова Флорида на Багамы, где они поселились на острове Андрос.
Напряжённые отношения между белыми и индейцами привели к тому, что 21 сентября 1823 года был заключён договор на Мултри-Крик. В обмен на денежные субсидии семинолы отказались от претензий на Флориду, сохранив за собой территорию в центре полуострова, где была создана резервация. Но и это не решило проблемы. Семинолы неохотно переселялись в резервацию, иногда выходили за её пределы и угоняли скот у поселенцев, а беглые рабы всё так же находили укрытие среди семинолов. Когда президентом стал Эндрю Джексон, давний враг семинолов, он добился принятия закона о переселении индейцев чероки и криков на запад. Семинолам тоже предложили переселиться за Миссисипи. 9 мая 1832 года правительство США в лице Джеймса Гадсдена подписало с семинолами договор при Пейнс-Лендинг, согласно которому индейцы должны были изучить предлагаемые земли на западе, и если они покажутся им подходящими, переселиться туда. Вожди индейцев посетили западные территории, и 28 марта 1833 года в форте Гибсон 7 вождей подписали договор о согласии на переселение. Индейцы должны были покинуть Флориду к 1835 году, однако когда оговоренный срок наступил, они отказались переселяться. Это привело к конфликту с правительством США и белыми поселенцами.

### Вторая семинольская война

Кампания Джесапа 1837 года

К концу 1835 года начались отдельные нападения индейцев на белых, а 28 декабря 1835 года индейцы напали на отряд майора Дейда и в сражении, известном как сражение Дейда, убили всех белых, 110 человек, кроме одного. Одновременно отряд под командованием вождя Оцеола напал на форт Кинг. 31 декабря индейцы смогли остановить американскую армию на реке Уитлакучи. Правительство США поручило генералу Скотту возглавить армию и начать войну с семинолами, но в это время генерал Гейнс, не зная о назначении Скотта, начал войну по личной инициативе. 9 февраля его отряд прибыл в форт Брук, но вскоре у него закончились запасы продовольствия, и Гейнс отступил, не добившись никакого результата. 26 марта 1836 года Скотт начал свою собственную кампанию, намереваясь вторгнуться на территорию семинолов тремя армиями. Но и это наступление не дало результатов. Индейцы уклонялись от столкновений и сами изредка совершали нападения на небольшие посты. 15 апреля Скотт был переведён на Крикскую территорию, а руководство войной принял губернатор Ричард Колл.
Колл собирался вести войну летом, но жаркая погода заставила его отложить боевые действия до осени. 18 сентября его отряд перешел реку Суони, занял форт Дрейн, оттуда отправился к реке Уитлакучи, где надеялся пополнить запасы продовольствия, но не смог найти отряд генерала Рида и вернулся в форт Дрейн. За всю кампанию не произошло ни одного серьёзного столкновения с семинолами. 9 декабря Колл был отстранён от командования армией, которую передали генералу Томасу Джесапу. Джесап сумел наладить снабжение армии и увеличил её количество. При нём происходили в основном мелкие столкновения с индейцами, но ему удалось переломить ход войны и заставить индейцев пойти на переговоры.
С апреля 1838 года командование армией во Флориде принял генерал Закари Тейлор, при котором было почти достигнуто мирное соглашение, но 23 июля 1839 года индейцы напали на пост подполковника Харни, что привело к продолжению войны. Весной 1840 года Тейлор покинул Флориду и командование принял генерал Уокер Армистед. При нём изменилась тактика ведения войны: было организовано патрулирование флоридских болот с использованием небольших плоскодонных лодок и проведено картографирование региона. В мае 1841 года Армистед решил, что в целом решил проблему, и подал в отставку. Командование перешло к полковнику Уильяму Уорту.
Война закончилась в 1842 году. По оценкам, правительство США потратило на войну от 20 миллионов долларов (более 500 миллионов в долларах 2020 года) до 40 миллионов долларов (более одного миллиарда в долларах 2020 года); в то время это считалось большой суммой. Почти все семинолы были насильственно сосланы на земли криков к западу от Миссисипи; несколько сотен остались в Эверглейдс.

### Конституционный конвент
Главной целью жителей Флориды в территориальную эпоху было обретение статуса штата, хотя по этому вопросу не было единства. Сторонниками нового статуса были в основном плантаторы центральной Флориды, в то время как в восточной Флориде были сторонники и нового статуса, и присоединения к Алабаме и независимости. Флоридский конституционный конвент открылся 3 декабря 1838 года и работал до 4 января 1839 года. Присутствовали в основном юристы и плантаторы, примерно треть из них имела опыт законодательной деятельности. За основу были взяты конституции других штатов Юга, в особенности Алабамская, и только в вопросе о банковской системе законодатели пошли своим путём: паника 1837 года вызвала недоверие к банкам, и это был единственный вопрос, по которому возникли споры. В итоге появились такие жёсткие ограничения банковской деятельности, что первый банк смог появиться во Флориде только в 1845 году.
Согласно Новой конституции, губернатор избирался на 4 года, но не мог быть переизбран. Члены Палаты представителей избирались на год, а сенаторы на два года. Служащие банковских компаний могли избираться только через год после того, как покинут компанию. Были введены жёсткие правила, направленные на охрану института рабства. В итоге на голосовании в 1839 году за конституцию проголосовали 2065 человек, а против 1961 человек. Со временем у статуса штата стало больше сторонников: в 1842 году завершилась Семинольская война, последствия кризиса 1837 года постепенно прошли, и к 1844 году законодатели уже были в основном за то, чтобы Флорида стала штатом. Кроме того, Территория Айова уже готова была стать свободным штатом, что ускорило процесс принятия. 13 февраля 1845 года Палата представителей США одобрила билль о принятии Флориды, 1 марта он был одобрен Сенатом США, а 3 марта 1845 года президент Джон Тайлер подписал билль (в последний день своего президентства) и Флорида официально стала 27-м штатом США. 26 мая прошли выборы губернатора, членов палаты представителей и сената. Первым губернатором штата стал Уильям Мосли.
9 июня 1845 года Мосли принёс присягу губернатора. 1 июля Ассамблея выбрала депутатов в Сенат США, ими стали Джеймс Уэсткотт и Дэвид Леви. Леви стал первым сенатором еврейского происхождения в истории штата.

### Формирование штата

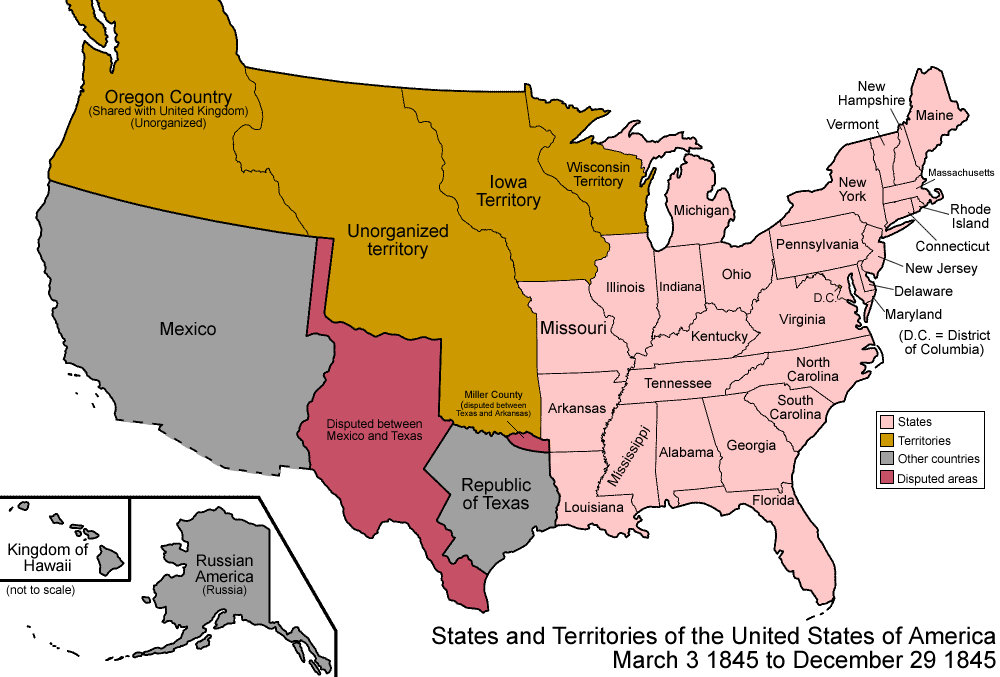
США после принятия Флориды.

В первые годы своего существования штат Флорида оставался сельскохозяйственным регионом и единственным новшеством стало появление железных дорог. После выселения индейцев жизнь на полуострове стала спокойной и относительно благополучной. Население постепенно росло от 70 000 в 1845 году до 87 445 в 1850 году, и до 140 424 в 1860 году. Рабы всё так же составляли примерно 40 % от населения: в 1845 году белых в штате было 35 500, чернокожих рабов 33 950 человек, свободных негров 560. Через 15 лет белых было уже 77 746 человек, рабов 61 745 человек и свободных негров 932. Во Флориде расширялись хлопковые и сахарные плантации, но они обычно были невелики: в 1860 году только два плантатора имели больше 200 рабов, 808 имели 20 или более, а 863 плантатора имели всего одного раба. Рабы завозились в основном из Джорджии, хотя некоторое количество нелегально завозилось из-за границы. Постепенно росло давление аболиционистов, как в самой Флориде, так и за её пределами, и это вызывало опасение рабовладельцев, которые стали предпринимать меры по охране своей собственности. Это привело к ужесточению законов относительно свободных негров, из-за чего многие из них мигрировали в Мексику. К 1860 году во Флориде оставалось около 1000 свободных негров. Предполагалось, что их существование может стать дурным примером для рабов и потенциальным источником беспорядков. В 1846 году кораблям было запрещено ввозить свободных негров в Ки-Уэст под угрозой штрафа, а чернокожим матросам запрещалось сходить на берег.
Ещё в территориальный период возникло четыре проекта железных дорог, но только один из них был реализован — в 1836 году появилась железнодорожная линия из Таллахасcи в Сант-Маркс длиной 23 мили. В 1850-е годы возник проект трансфлоридской железной дороги, на который сначала не хватало денег, но в 1850 году Конгресс передал в собственность штата территории болот, что помогло собрать некоторые средства: в 1855 году началась прокладка линии из Фернандины, и 1 августа 1856 года она дошла до Лофтона. В 1859 году дорога дошла до Гейнсвилла, а потом до Сидар-Ки. 1 марта 1861 года первый поезд пересёк Флориду с востока на запад и пришёл в Сидар-Ки. Железная дорога изначально предназначалась для развития транспорта внутри штата и не была соединена с железными дорогами других штатов. Это создало некоторые проблемы в годы Гражданской войны, когда Флорида оказалась без железнодорожной связи с другими штатами Конфедерации.

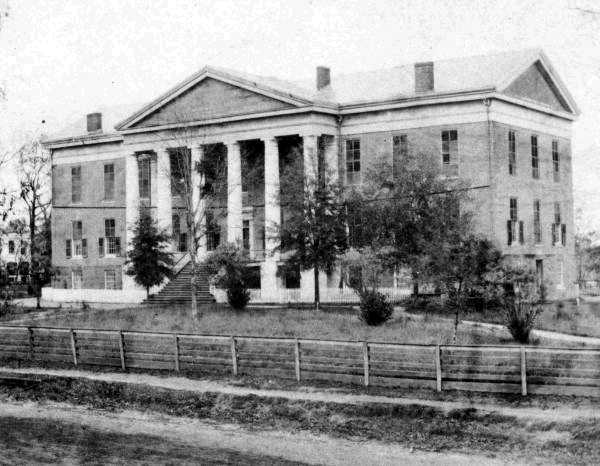
Флоридский капитолий, построенный в 1845 году.

В 1854 году споры вокруг федерального «закона Канзас-Небраска» привели к потере популярности у партии вигов, и Флорида начала становиться штатом с однопартийной системой. В 1856 году демократы номинировали Мэдисона Перри, который легко победил конкурента от партии вигов. Перри и вся его администрация были сторонниками отделения от Союза. 26 ноября 1860 года на открытии сессии Ассамблеи Перри предложил немедленно приступить к сецессии. 28 ноября Ассамблея единогласно постановила созвать Конвент по сецессии. 22 декабря прошли выборы на конвент и он собрался в Таллахаси 3 января 1861 года. 7 января была принята резолюция о сецессии, за которую проголосовали 62 делегата при пяти голосах против. На следующий день было составлено постановление о сецессии, которое было принято 10 января 62 голосами за при семи против. Флорида стала третьим штатом, после Южной Каролины и Миссисипи, вышедшим из состава Союза.
4 февраля 1861 года открылся Временный конгресс Конфедеративных штатов, на котором Флориду представляли Джеймс Андерсон, Джеймс Оуэнс и Джексон Мортон.

## Гражданская война

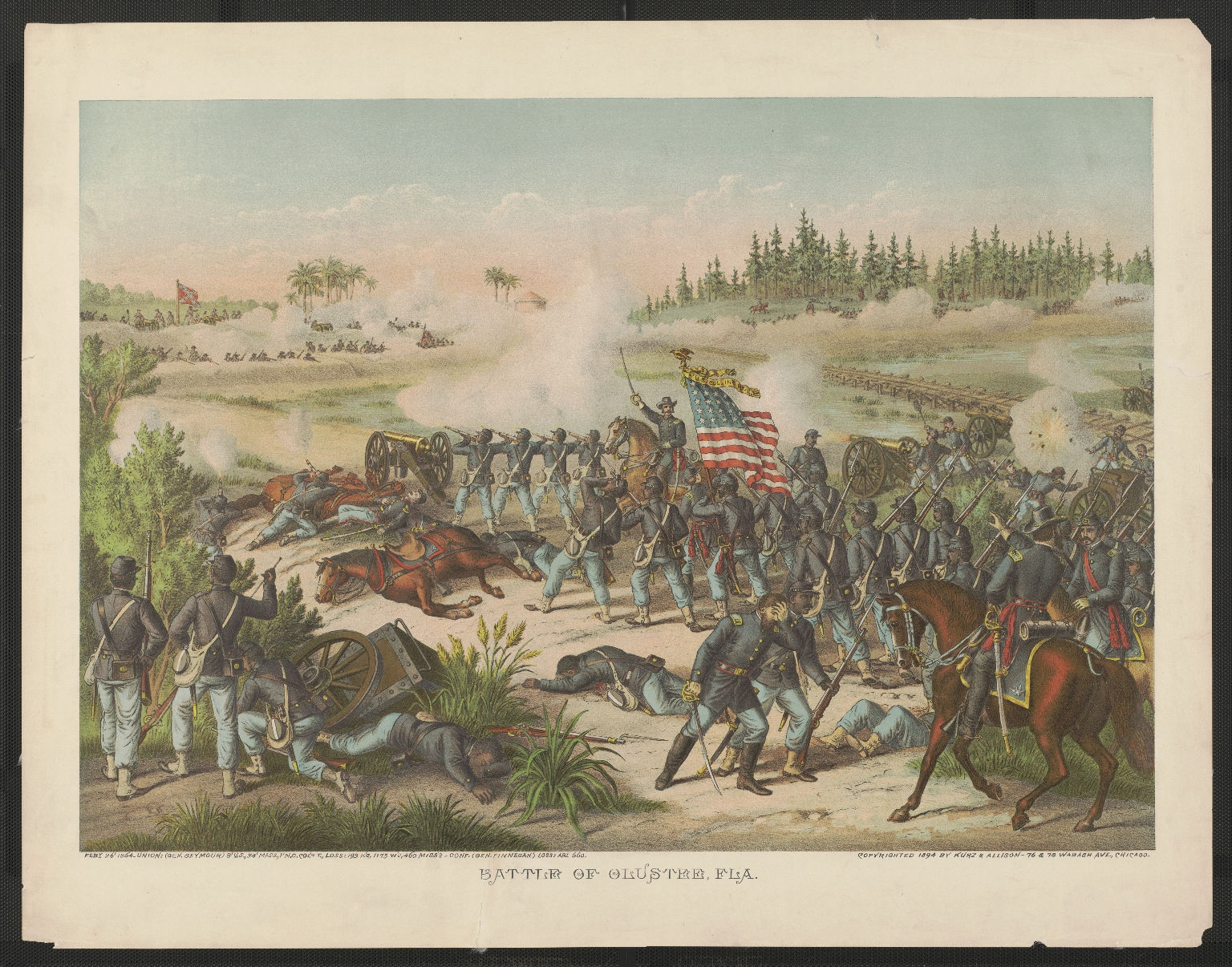
Сражение при Оласти было одним из самых больших сражений во Флориде

Власти независимой Флориды заняли федеральные форты, хотя и не смогли взять форты Тейлор, Пикенс и Джефферсон. Население Флориды насчитывало 140 000 человек, она могла поставить под ружьё 15 000 человек, но этого было недостаточно для обороны штата. Губернатор Джон Милтон был уверен, что федеральная армия сможет легко захватить Флориду и использовать её как базу для вторжений в южные штаты. Весной 1861 года федеральный флот приступил к блокаде флоридского побережья. Летом 1862 года флоридские войска оставили прибрежную полосу, и северяне захватили крупные города на побережье, хотя им не хватило сил для вторжений вглубь полуострова.
Три флоридских полка (2-й, 5-й и 8-й) были отправлены в Вирджинию и прошли кампании 1862 года. Их свели во Флоридскую бригаду, которая участвовала в боях весны 1863 года и в Геттисбергской кампании, где понесла большие потери в сражении при Геттисберге. Бригадой командовал Эдвард Перри, будущий губернатор Флориды. В 1864 году были сформированы ещё три полка, которые участвовали в боях во время осады Питерсберга. В 1862 года на Запад был отправлен 1-й Флоридский пехотный полк, а затем ещё два (6-й и 7-й). Эти полки участвовали в сражении при Чикамоге, и затем в битве за Атланту и в последних кампаниях войны на западе.

## Послевоенный период
После самоубийства губернатора Милтона главой исполнительной власти стал президент сената, Абрахам Эллисон, который решил наладить отношения с федеральным правительством и отправил в Вашингтон делегацию для этих целей, а на 5 июня назначил выборы нового губернатора. Но федеральные власти не признали Эллисона. 22 мая генерал Эдвард Маккук ввёл во Флориде военное положение и арестовал Эллисона.

### Период реконструкции
После введения военного положения в городах Флориды были размещены войска. Был сформирован Флоридский департамент, который возглавил генерал-майор Джон Фостер. 23 июля президент Джонсон начал восстанавливать во Флориде гражданское правление и первым делом назначил временным губернатором Уильяма Марвина. Он организовал выборы на конституционный конвент и созвал сам конвент 25 октября 1865 года. Флоридцы неохотно участвовали в выборах, и чернокожие тоже не имели права голоса. Делегаты без особых споров объявили об отзыве Постановления о сецессии и об отмене рабства в штате, и признали 13-ю поправку. 29 ноября прошли выборы губернатора, на которых победил Дэвид Уокер. Ассамблея разработала жёсткие законы относительно чернокожих, известные как «Чёрные кодексы». Ассамблея приняла закон, запрещающий чернокожим владеть оружием, но генерал Фостер обвинил его в неконституционности и закон был отменён.
В 1866 году прошли выборы в Конгресс и новый состав Конгресса постановил снова вернуть в южных штатах военное положение: во Флориде оно началось с 1 апреля 1867 года. В начале 1868 года был собран Конституционный конвент, который создал Конституцию Флориды 1868 года. Она была принята большинством в 14520 голосов против 9491, а новым губернатором был избран Гаррисон Рид. 8 июня начала работу новая администрация, которая сразу же одобрила 14-ю поправку. 4 июля во Флориде было восстановлено гражданское правление, а 25 июля Конгресс объявил о возвращении Флориды в состав Союза.
Власть республиканской партии во Флориде опиралась в основном на чернокожих избирателей, поэтому демократы перешли к тактике террора, по всей Флориде участились случаи насилия и убийств. Существует предположение, что во Флориде действовала организация Ку-Клукс-Клан, хотя точно об этом ничего не известно. В 1871 году был введён ряд жестких федеральных законов против насилия, и к 1875 году оно заметно сократилось. Одновременно улучшилось положение демократов — в 1876 году они выдвинули кандидатом в губернаторы Джорджа Дрю, и из-за раздоров среди республиканцев Дрю победил. Таким образом, демократам снова удалось вернуться к власти в штате. В то же время на президентских выборах со спорными результатами победил республиканец Хейс, но партиям удалось добиться компромисса, и это стало концом эпохи реконструкции на Юге и в самой Флориде.

### Позолоченный век во Флориде
Придя к власти, флоридские демократы поняли, что штату необходимы реформы, надо развивать индустрию, транспортную сеть, привлекать поселенцев и инвесторов. В губернаторство Дрю (1877—1881) удалось снизить зарплаты чиновникам, снизить налоги, и привлечь в штат инвесторов, что позволило в губернаторство Блоксама (1881—1885) построить множество железных дорог по всей Флориде и связать её с дорогами других южных штатов. Во Флориду хлынул поток поселенцев и начали стремительно расти города. Небольшие поселения, такие как Тампа и Майами, превратились в крупные индустриальные и транспортные центры. Железнодорожный магнат Генри Плант для стимуляции железнодорожного трафика построил во Флориде несколько элитных отелей, самым известным из которых стал Tampa Bay Hotel.
На губернаторских выборах 1884 года победил Эдвард Перри, и на тех же выборах было принято решение созвать конвент для разработки новой Конституции. 9 июня 1885 года 108 делегатов собрались на конвент и за 45 дней разработали новую конституцию, которая не изменила законодательную власть, но ограничила власть губернатора и снизила зарплаты госслужащим. В ноябре 1886 года новая конституция Флориды была одобрена 31 803 голосами против 21 243. На следующий год рост численности населения штата потребовал сформировать шесть новых округов. В 1886—1887 годах Флорида пережила ряд сильных заморозков, эпидемий, и даже одно землетрясение. Это привело к созданию в штате Комиссии по здравоохранению.
Новая конституция ввела особый денежный сбор (tax poll) для голосующих, что лишило права голоса большинство чернокожих и часть белого населения штатов. Эта мера вызвала бурные дебаты на конвенте 22 июля, но в итоге проект этого закона был принят большинством в 82 голоса против 12. Принятие этого закона фактически устранило Республиканскую партию из политической жизни Флориды. Закон о расовой сегрегации в общественном транспорте был принял на конвенте почти единогласно, и за него проголосовал даже один чернокожий делегат.

### Испано-американская война

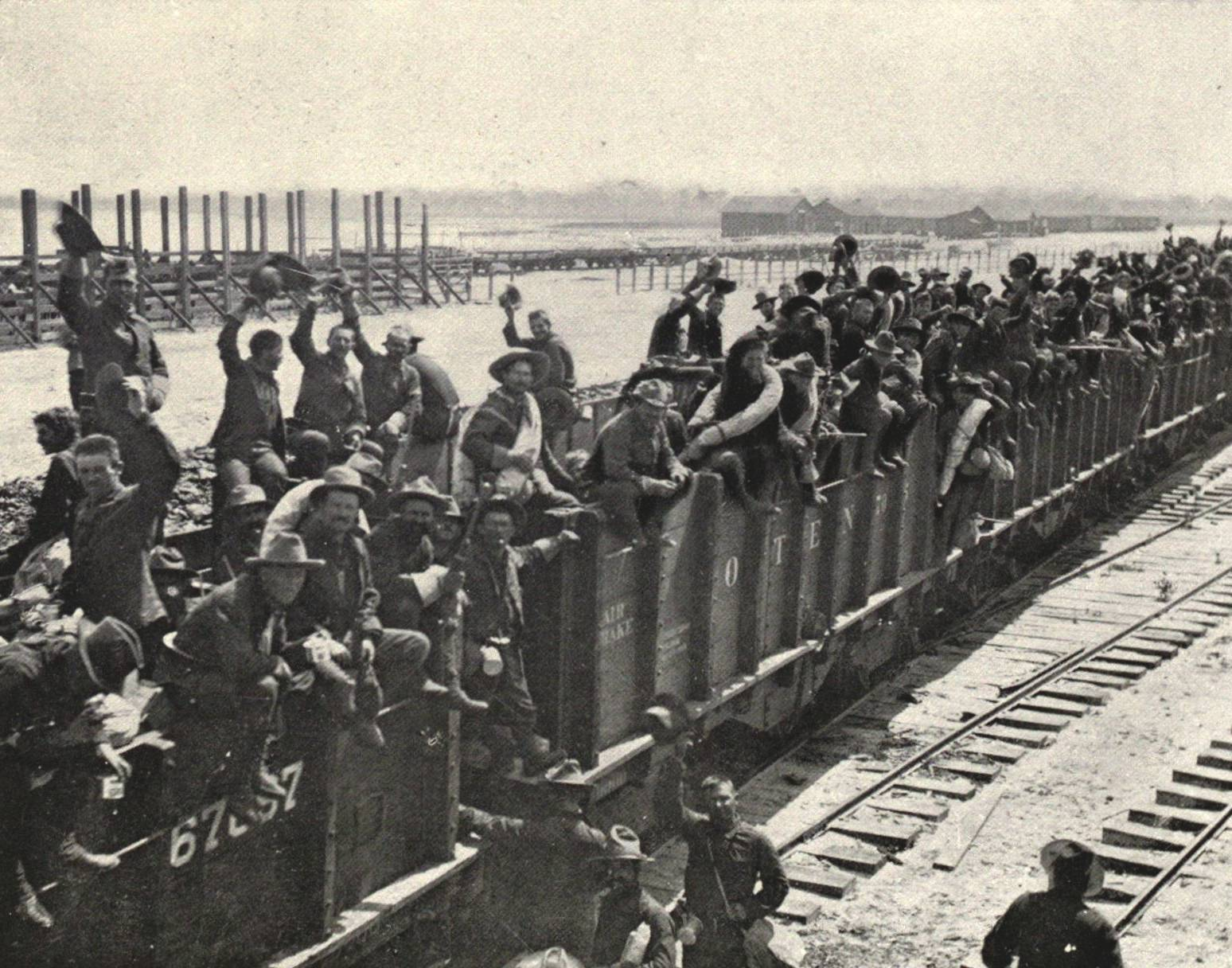
Американские войска прибывают в Тампу

Ещё в период испанского присутствия Флорида была фактически форпостом Кубы, и с того времени сохранила много экономических и социальных связей с островом. Много кубинских товаров поставлялось во Флориду, и многие кубинские политические эмигранты бежали туда же. Однако в годы Десятилетней войны на Кубе (1868—1878) Флорида была отвлечена проблемами реконструкции и никак не отозвалась на кубинские проблемы. Но к 1898 году ситуация изменилась. Во Флориде активизировались кубинские организации, которые закупали оружие для Кубы. Одним из самых известных перевозчиков оружия стал флоридец Наполеон Бровард, которому эта слава помогла стать губернатором Флориды. Несмотря на это, когда в январе 1898 года в Гаване был взорван броненосец USS Maine, флоридские газеты отреагировали сдержанно и не сочли инцидент поводом для войны. Флоридцы опасались срыва туристического сезона и подозревали, что Куба может войти в состав США и оказаться опасным конкурентом. Между тем война приближалась, и флоридское побережье стали усиливать батареями, а Тампа была выбрана как главная база американской армии в случае войны на Кубе. В конце мая 1898 года в лагерях под Тампой стояло уже 23 000 человек. 14 июня первые транспорты с пехотой вышли из порта Тампа на Кубу.
Многочисленные эпидемии в лагерях пошатнули курортный имидж Флориды, но зато больше американцев узнало об этом штате из военных сводок, Тампа, Ки-Уэст и Пенсакола получили новые улучшенные гавани и береговые укрепления, а жители штата пережили короткий период экономического расцвета, который помог им пережить последствия заморозков 1895 года. Главную выгоду получили железные дороги, особенно Система Планта.

## XX век

### Эпоха прогрессивизма

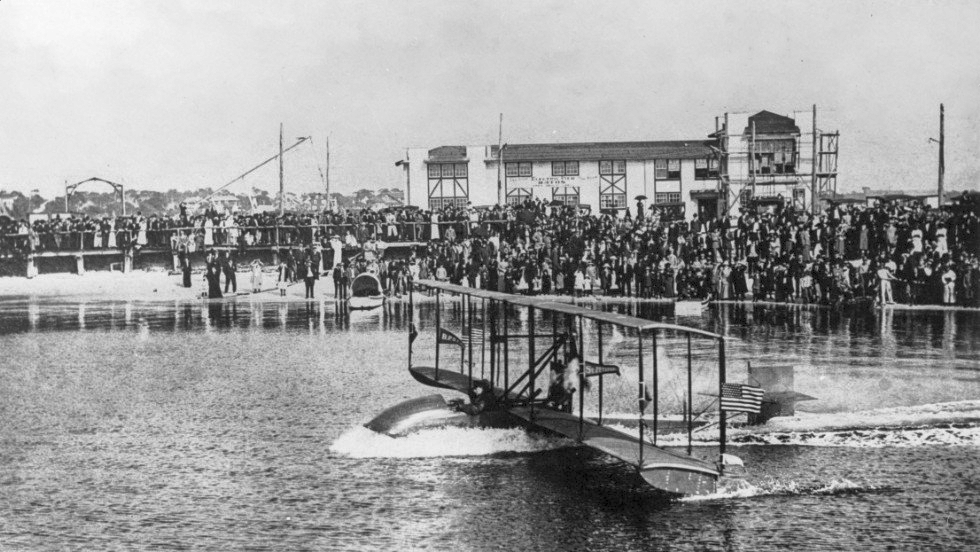
Первый взлёт пассажирского самолёта Сент-Питерсберг — Тампа

В начале века во всей Америке началась Эра прогрессивизма. Во Флориде её подготовил губернатор Дженнингс (1901—1905), а расцвет пришёлся на губернаторство Наполеона Броварда, который победил на выборах 1904 года, выступая от имени фермеров и мелкого бизнеса, и был противником железнодорожных корпораций. Он настаивал на реформировании школ, улучшении качества учителей, выступал за повышение зарплат учителям, унифицирование учебников и гуманное обращение с заключенными. Ему не всего удалось достичь, но, имея много сторонников в Палате представителей, он решил много проблем. Меры по реформа школ (Закон Бакмана) привели к появлению Флоридского университета и Университета штата Флорида, а также Флоридского университета A&M для афроамериканцев. Ему удалось добиться запрета детского труда и запрета продавать сигареты детям. Были введены первые ограничения скорости для автомобильного транспорта. К 1908 году во Флориде было зарегистрировано 733 автовладельца. 30 лет спустя Бровард был признан лучшим губернатором в истории штата, а эпоха Прогрессивизма во Флориде получила название Эра Броварда.
В 1909 году губернатором стал Альберт Гилкрайст, который в инаугурационной речи призвал к улучшению автомобильных дорог, а также отметил, что население штата растёт, а неграмотность сокращается, и уровень смертности тоже снижается. Флорида, подчеркнул он, производит половину всех фосфатов США и треть фосфатов мира. При Гилкрайсте в 1910 году прошла перепись населения, по результатам которой Флорида получила право иметь 4-го представителя в Палате представителей США. Продолжала строиться железная дорога из Майами в Ки-Уэст, начатая в 1905 году и известная как Морская железная дорога. 22 января 1912 года первый поезд прибыл по ней в Ки-Уэст. Однако дорога не превратила Ки-Уэст в крупный транзитный порт, в целом ожидания не оправдались, и после повреждений от урагана в 1935 году дорогу перестроили в автомобильную.
В 1914 году капитан Тони Яннус открыл регулярное авиасообщение между Тампой и Сент-Питербергом. Так возникла Авиалиния Сент-Питерсберг—Тампа которая стала первой в мире регулярной авиалинией. В том же году в Пенсаколе была открыта первая в США авиабаза.

### Первая мировая война

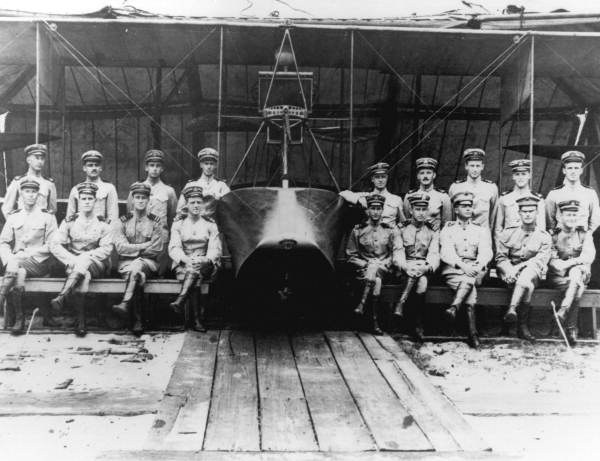
Первый выпуск авиашколы в Пенсаколе, 1915

В 1916 году Вудро Вильсон победил на президентских выборах, а Сидни Джонстон Кэттс — на губернаторских выборах во Флориде. При нём в 1917 году законодательное собрание одобрило Сухой закон (18-ю поправку), который в 1918 году был одобрен народным голосованием, а в 1919 году вступил в силу. В 1920 году в США была принята 19-я поправка (о женском избирательном праве), но Флорида не ратифицировала её до 1969 года.
В начале 1917 года, через месяц после инаугурации Кэттса, США разорвали дипломатические отношения с Германией, 6 апреля 1917 года была объявлена война, а 5 июня во Флориде прошла регистрация военнообязанных (всех мужчин между 21 и 30 годами). 25 июля начался призыв; первая квота от Флориды составила 6325 человек. Всего за годы войны во Флориде было призвано 42 030 человек, в их числе было три будущих губернатора: Шольц, Холланд и Колдуэлл. Из 176 000 человек, погибших на фронтах, 1046 были флоридцами. В штате располагались пять авиационных училищ из 35 училищ страны, в частности, лётная школа в Пенсаколе, открытая в 1914 году. К началу войны в этой школе училось уже 1258 рядовых и 200 офицеров. Ки-Уэст превратился в базу подводных лодок, а Томас Эдисон разрабатывал здесь глубинные бомбы. Все высшие учебные заведения Флориды временно ввели курс военной подготовки. Война навредила индустрии фосфатов, которые шли в основном в Германию, но эта индустрия смогла восстановиться в послевоенные годы.
В годы войны поощрялось производство продуктов питания вместо хлопка и цитрусов. Рост цен на сахар привёл к тому, что во Флориде снова появились плантации сахарного тростника; позднее, в 1920-х годах, началось массовое производство сахара — так сформировалась флоридская сахарная промышленность. Нехватка товаров вызывала инфляцию: цены на обувь и одежду выросли вдвое. Рост цен на продовольствие помог фермерам, но пострадали служащие с фиксированными зарплатами, в основном учителя. Серьёзный удар по Флориде нанесла эпидемия испанского гриппа в 1918 году, от которой пострадал в основном Джексонвилл. 18 сентября 1918 года в городе появились первые заболевшие, а уже через месяц началась эпидемия. 7 октября были закрыты школы, а 8 октября питейные заведения. Пик эпидемии пришёлся на 13 октября. В тот год умерли 464 человека. Эпидемия вернулась в 1919 году (64 умерших) и в 1920 году (79 умерших).

### Ревущие двадцатые

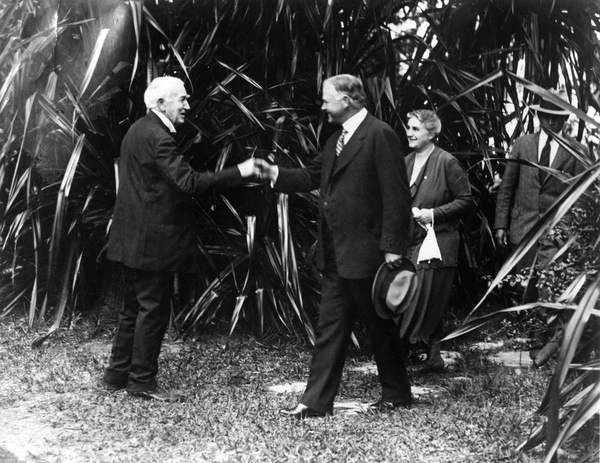
Президент Гувер и Эдисон в Форте-Миерс в 1929 году

В период, известный как «ревущие двадцатые», население Флориды неуклонно росло: с 968 470 в 1920 году до 1 468 211 человек к 1930 году, при этом население Майами увеличилось втрое, а Тампы вдвое. Железнодорожное строительство, замершее к 1900 году, снова оживилось, но самые революционные изменения произошли в сфере улучшения автомобильных дорог. В 1924 году мост Ганди соединил Тампу и Сент-Питерсберг. Губернаторские выборы 1920 года легко выиграл Кэри Харди, при котором администрация начала бороться с открытым выпасом скота, но только к 1949 году удалось добиться его полного прекращения.
Послевоенные годы во Флориде были характерны ростом расовой напряжённости. Чернокожие составляли 30 % населения штата, при этом были часты случаи насилия: линчевания достигли рекордного для южных штатов уровня, 4,5 на 10 000 человек, а в 1920 году 4 афроамериканца были убиты во время голосования. В 1923 году произошёл расовый бунт в Розвуде, когда было убито шесть афроамериканцев. В те же годы во Флориде активизировался Ку-Клукс-Клан. Всё это заставило многих афроамериканцев мигрировать на север, и в годы войны и после неё около 40 000 человек покинули штат.
В 1924 году губернатором стал Джон Мартин, при которой штат столкнулся с проблемой, известной как Земельный бум во Флориде. Многие жители Америки бежали от урбанизации и индустриализации в относительно слабо освоенную Флориду, а хорошая дорожная сеть только способствовала этому. По неопределённым причинам эта миграция коснулась именно Флориды, и в основном Майами. В конце 1924 года поток визитёров стремительно вырос, а уже к концу 1925 года пошёл на спад. Спрос на землю привёл к росту цен и многочисленным злоупотреблениям. Железнодорожные компании не справлялись с потоком товаров и ввели эмбарго на ввоз стройматериалов во Флориду. Земельный бум почти прошел к 17—18 сентября 1926 года, когда на Майами обрушился ураган, который принёс большие разрушения. 16 сентября 1928 года случился новый ураган. Фактически, губернатору Мартину не повезло, что на его срок пришёлся земельный кризис и два урагана.
Флоридский земельный бум совпал с «ромовым бумом». Длинная береговая линия и близость Кубы и Багам делали Флориду удобным местом для нелегального трафика спиртного. Флоридские чиновники не следили за соблюдением сухого закона и даже противодействовали ему, а федеральных агентов было слишком мало. Производство рома на Багамах почти удвоилось к 1922 году, и этот ром шёл в основном в США через Флориду. В 1932 году береговая охрана послала 32 корабля для блокады флоридского побережья, но они были отозваны к концу сезона. В те годы флоридец Джеймс Олдерман стал одним из самых знаменитых бутлегеров. Он был повешен в 1929 году.

### Великая депрессия

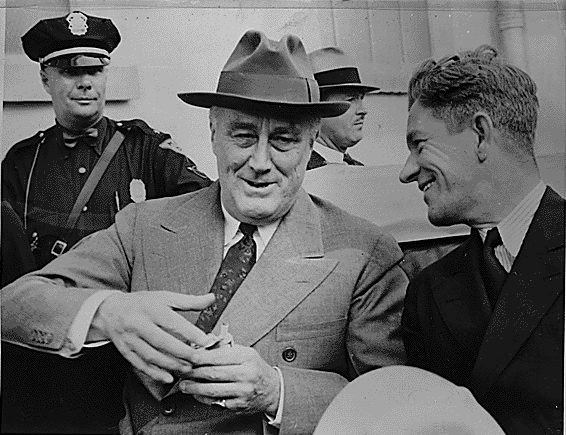
Президент Рузвельт с мэром Майами в 1937 году

К началу 1930-х годов экономика Флориды уже пострадала из-за земельного кризиса, ураганов и банковского кризиса, который случился в 1929 году, ещё до начала Великой депресcии. В том же 1929 году нашествие плодовой мухи нанесло тяжёлый удар производству цитрусов. Это ослабило экономику, но уменьшило масштабы кризиса 1930-х. Долги администраций городов и округов выросли в шесть раз с 1922 по 1929 год. Все эти проблемы пришлось решать губернатору Дойлу Карлтону, который занял пост в 1929 году. Он старался сокращать расходы правительства, ликвидировал лишние ведомства, и ввёл налоги на скачки и собачьи бега. Флоридское правительство надеялось победить безработицу без вмешательства федеральных властей, но оно не представляло себе масштабов кризиса.
Политика Нового курса во Флориде началась ещё при Гувере, когда в июле 1932 года Конгресс принял Закон о чрезвычайной помощи и строительстве, который давал право выделять деньги штатам на помощь с борьбе с кризисом. Карлтон запросил $500 000, но этого оказалось недостаточно, и к маю 1933 года Флорида получила $3 886 512. В том же году прошли губернаторские выборы, на которых боролись бывшие губернаторы Мартин и Харди, а также уроженец Бруклина Дэвид Шольц. Шольц победил, и одновременно на президентских выборах победу одержал Франклин Рузвельт. К этому моменту экономическое положение Флориды было тяжелым, среднегодовой доход упал с $510 (1929) до $289 к 1933 году. В некоторых округах почти 40 % жителей нуждались в государственной поддержке. Флорида была одним из четырёх не имевших долгов штатов, но конституция запрещала брать деньги в долг, и тем самым ограничивала возможности правительства. Первым агентством, предусмотренным политикой Нового курса, стал Гражданский корпус охраны окружающей среды, который открылся в августе 1933 года. 3000 человек в 26 лагерях были заняты восстановлением лесного хозяйства. Всего до 1940 года 40 000 человек прошли через эти лагеря.

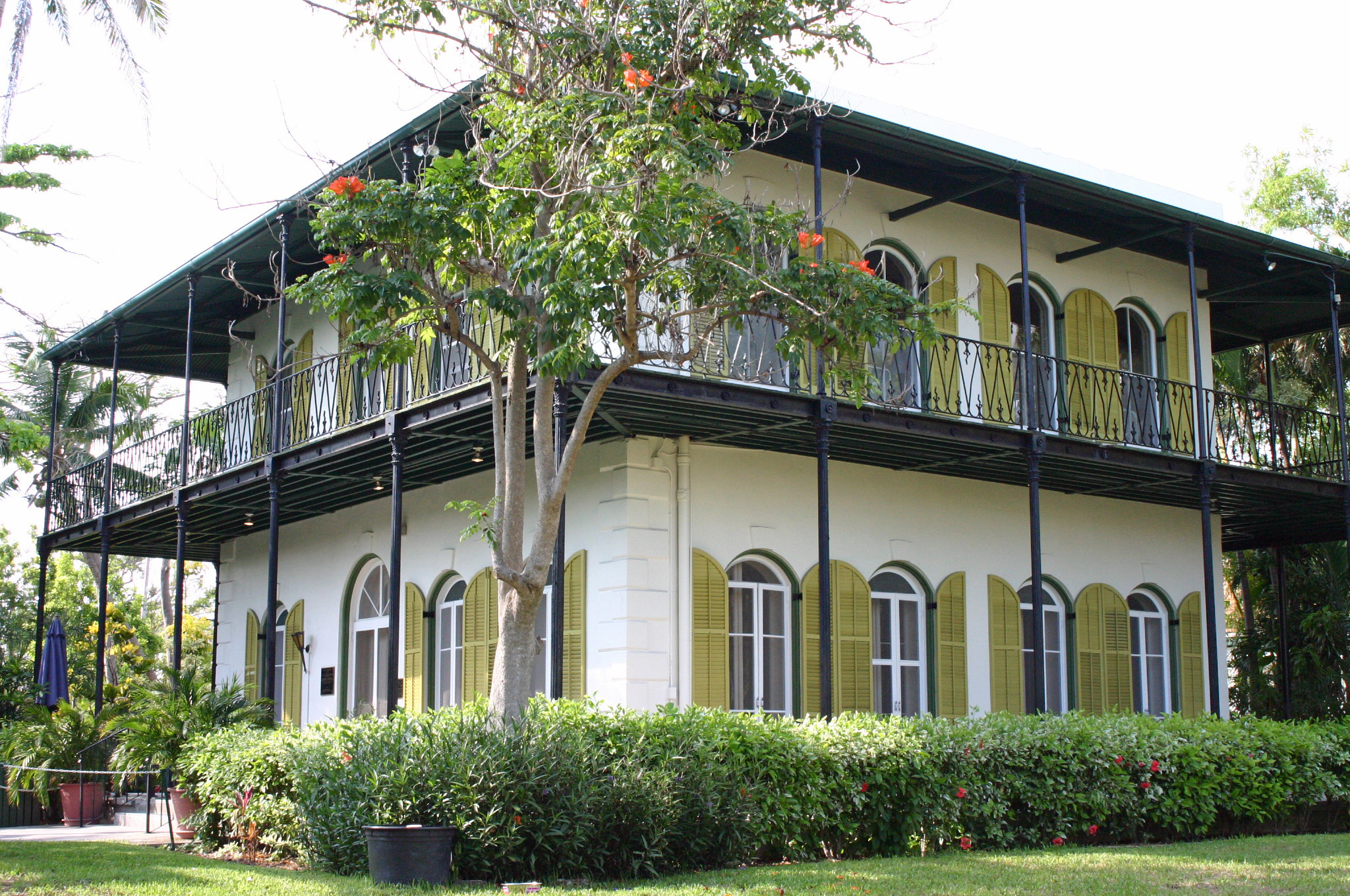
Дом Хэмингуэя в Ки-Уэсте

Необычно отразился кризис на Ки-Уэсте. После войны военные были выведены из города, а сигарная промышленность переехала в Тампу, отчего город пришёл в упадок. Было решено создать из него тропический курорт наподобие Багамских островов, прошла реабилитация городка, но ураган 1935 года повредил железную дорогу, которая соединяла остров с материком. Она была продана, и на её месте построили автостраду, которая открылась в 1938 году. К началу 1940-х Ки-Уэст удалось сделать курортом.
В годы Нового курса возник проект, который обсуждался ещё с испанских времён: было решено прорыть трансфлоридский канал. 2 сентября 1935 года президент Рузвельт объявил, что выделит средства на этот проект, потом работы затянулись до начала 1940-х, когда ему помешала война. Проект несколько раз возобновляли, пока президент Никсон не закрыл его в 1971 году.
В 1928 году в Ки-Уэст прибыл писатель Эрнест Хэмингуэй. Он прожил здесь несколько месяцев и за это время написал роман «Прощай, оружие!». В 1931 году он со второй женой Полин Пфайфер купил дом, где они прожили до развода в 1940 году. В Ки-Уэсте Хэмингуэй написал несколько самых известных своих романов.

### Вторая мировая война

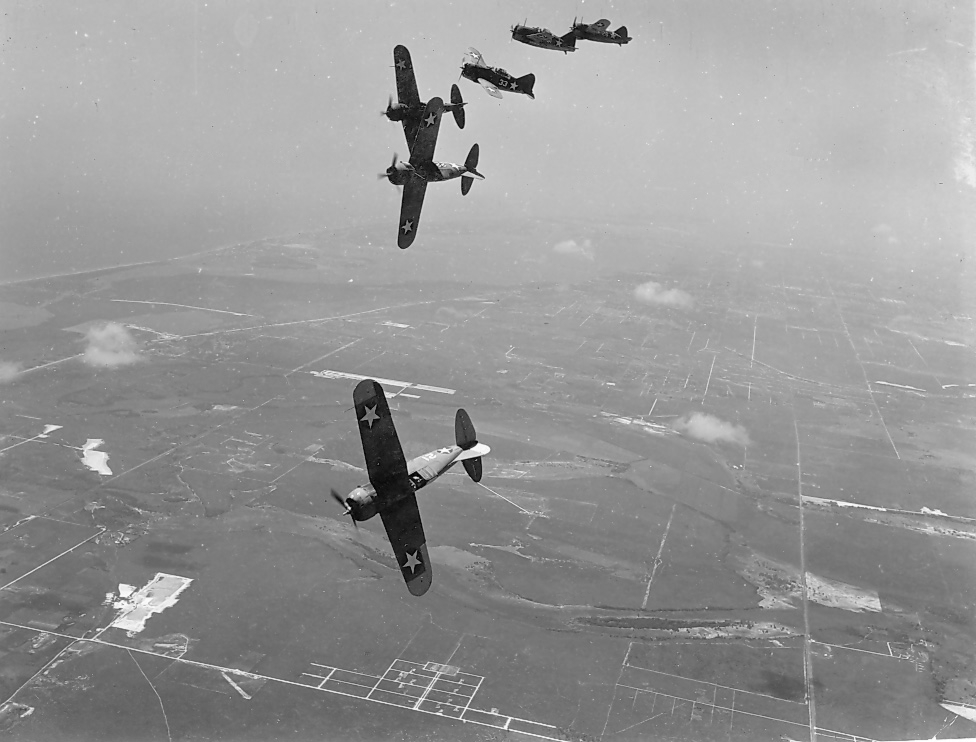
Тренировка палубных истребителей Brewster F2A Buffalo в Майами

На губернаторских выборах 1940 года победил Спессард Холланд, бывший сенатор штата. Экономика Флориды ещё не до конца восстановилась, и новый губернатор предложил ввести временный налог на бензин для выплаты долгов и строительства дорог. За годы его правления было построено 1560 миль (около 2500 км) автострад. 23 сентября 1943 года в штате, после долгих безуспешных поисков, была наконец найдена нефть. Между тем в конце 1941 года США вступили во Вторую мировую войну, что подорвало туристическую индустрию штата, но зато превратило его в один большой военный лагерь. Появились многочисленные аэродромы и тренировочные лагеря. Ки-Уэст снова превратился в военно-морскую базу. Так как во Флориде было много ясных дней в году, то в штате появилось множество новых лётных школ. Туристическая инфраструктура Флориды была использована в военных целях: многие отели были переданы армии. Семьи многих военнослужащих впервые посетили Флориду, лучше узнали этот штат, и это повлияло на приток населения в послевоенные годы.
Многие флоридцы приняли непосредственное участие в войне: в 1940 году 3941 человек вступил в армию, а всего до 1947 года 254 358 флоридцев были поставлены под ружьё. В начале 1942 года у берегов Флориды появились немецкие подводные лодки; 19 февраля у мыса Канаверал был затоплен танкер Pan Massachusetts. Для борьбы с подлодками было использовано авиационное патрулирование, в частности, дирижабли. Длинная, слабо заселённая береговая линия Флориды также использовалась Германией для заброски шпионов.
В 1944 году прошли как президентские выборы (на которых победил Рузвельт), так и губернаторские выборы Флориды, на которых победу одержал Миллард Колдуэлл. Он вступил в должность в январе 1945 года, когда отмечалось столетие штата, и в инаугурационной речи призвал решать проблемы образования и здравоохранения. Летом он созвал специальную комиссию для реорганизации системы выборов в сенат и палату представителей штата, но не смог добиться достаточно справедливого представительства. Система образования штата тоже пребывала в упадке, и губернатор созвал несколько комиссий и инициировал принятие нескольких законов в этой области. В 1946 году Флорида столкнулась с необычно высоким потоком поступающих в высшие учебные заведения, и эту проблему тоже надо было решать. В 1947 году штат выделил 2 миллиона долларов на скупку частной земли и формирование национального парка Эверглейдс, который был учреждён 6 декабря 1947 года и стал третьим по величине национальным парком в США.

### Космическая программа

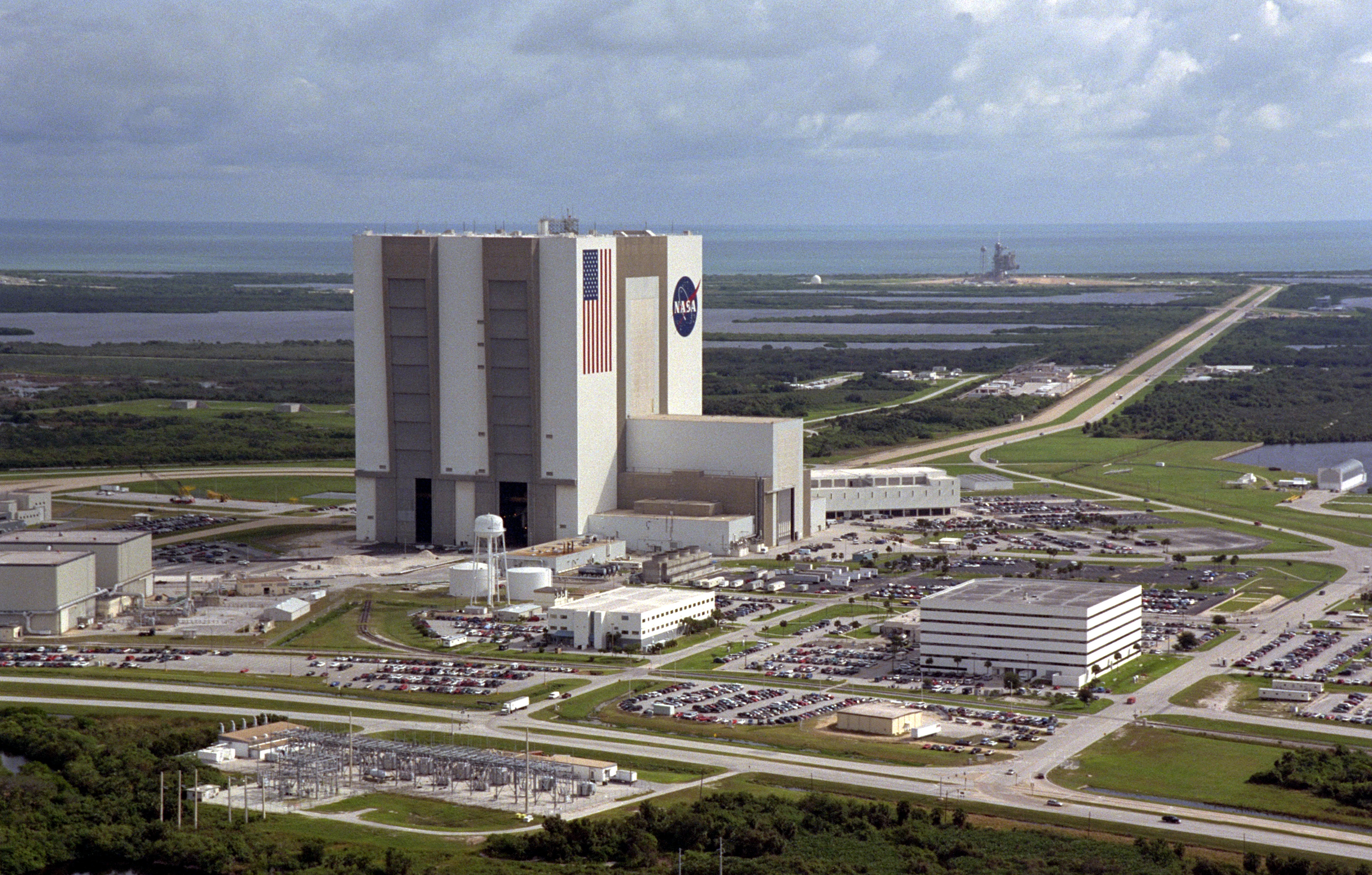
Космический центр Кеннеди

В начале 1950-х годов возникло представление о необходимости освоения космического пространства, и во Флориде, на мысе Канаверал, была построена ракетная база. 24 июля 1950 года с базы была запущена первая ракета RTV-G-4 Bumper, слегка видоизменённая немецкая Фау-2. В 1958 году на мысе начало́ работу НАСА. В августе 1961 года президент Кеннеди объявил о начале программы по отправке человека на Луну, из-за чего впоследствии космический центр был назван именем Кеннеди. В 1963 году НАСА купило 88 000 акров на острове Мерритт для основания центра освоения космоса. Центр развивался до 1969 года, когда удалось высадить человека на Луну, после чего активность пошла на спад. В 1973 году была запущена первая космическая станция Скайлэб.
В 1981 году с мыса Канаверал был запущен космический шаттл «Колумбия», а к концу 1985 года было совершено уже 9 полётов. Однако в 1986 году при старте миссии STS-51L шаттл «Челленджер» был уничтожен взрывом. Это случилось, предположительно, из-за осложнений, вызванных аномальными холодами в том году.

### Миграции и движение за гражданские права
За полвека с 1900 года население Флориды увеличилось почти в пять раз — к 1950 году оно составляло 2 771 305 человек и продолжало расти, удвоившись за последующее десятилетие. Среди штатов США Флорида переместилась с 32-го места по населению в 1900 году на 20-е к 1950 году. Штат быстро урбанизировался. В 1920 году только треть жила в городах, а в 1960-м горожанами были уже три четверти населения. Город Майами к 1960 году насчитывал 291 688 человек, Тампа — 224 970, Джексонвилл — 201 030. Чернокожее население к 1960 году насчитывало 17,8 %. На выборах 1954 года победил Томас Коллинс, при котором Верховный суд США в деле «Браун против Совета по образованию» признал неконституционной школьную сегрегацию. Коллинс сопротивлялся этому решению, но в 1956 году Верховный суд штата разрешил чернокожему Виргилу Хоукинсу поступить во Флоридский университет. Коллинс организовал Комиссию для поиска легальных путей сохранения сегрегации. В 1956 году два флоридских сенатора подписали так называемый Южный манифест, призывающий пересмотреть решение суда о десегрегации. Но если губернаторы других южных штатов достаточно настойчиво боролись с сегрегацией, то Коллинс, отчасти под впечатлением нескольких вспышек насилия, стал склоняться к компромиссу и порекомендовал белому населению смириться с ходом истории.
В конце 1950-х Флориде пришлось столкнуться с кубинскими беженцами. В начале 1959 года диктатор Батиста бежал с Кубы, после чего многие его сторонники тоже покинули остров и переместились во Флориду. Позже, когда начались конфликты между кубинскими революционерами, многие из них тоже бежали во Флориду.
1960-е годы во флоридской политике стали продолжением 1950-х, в штате всё так же обсуждались сегрегация и сидячие забастовки. Почти все соглашались с необходимостью десегрегации, но расходились во мнении, как именно её проводить. Губернаторские выборы 1960 года выиграл Фэррис Брайнт, убеждённый сегрегационист. Он стал консервативным политиком, и рассчитывал, что развитие туризма даст штату доходы и позволит не повышать налоги. В 1963 году в Дайтоне и Таллахасси прошли протесты против расовой дискриминации: Брайнт признал право на протест, но предупредил, что не потерпит насилия и ущерба имуществу. В 1964 году были организованы праздники по случаю 400-летия Сент-Огастина, в связи с чем в городе произошли беспорядки, известные как Протесты в Сент-Огастине, и властями был арестован Мартин Лютер Кинг.
В эти году осложнились отношения между США и Кубой, что в 1962 году привело к Карибскому кризису. В октябре все средства ПВО были переброшены во Флориду, и были опасения, что будет сорван зимний туристический сезон, но конфликт погас ещё до начала сезона.

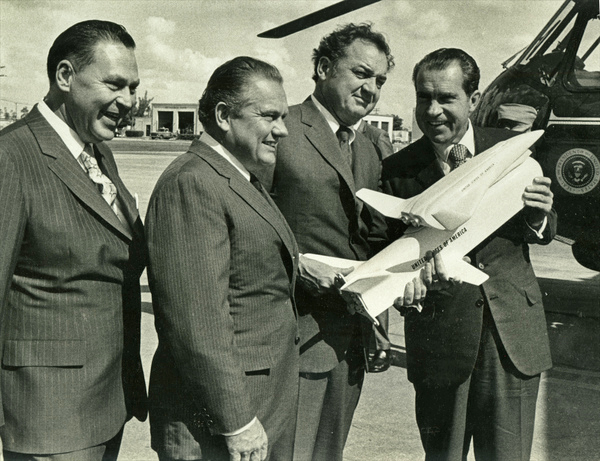
Кирк и президент Никсон с моделью корабля Спейс шаттл в Сент-Питерсберге в 1970 году

На губернаторских выборах 1966 года раскол в рядах Демократической партии привёл к тому, что впервые после Реконструкции губернатором стал республиканец, уроженец Калифорнии Клод Кирк. Он оказался в натянутых отношениях с кабинетом и легислатурой, где доминировали республиканцы, но он умел работать в атмосфере конфликта. В его губернаторство пришло понимание того, что конституция 1885 года устарела и требует пересмотра. Летом 1966 года были опубликованы проекты новых конституций, а в начале 1967 года губернатор Кирк решил сделать решение конституционного вопроса главной целью своего срока. В эти годы флоридские консерваторы (Pork Chop Gang) уже утрачивали своё влияние, что облегчило либерализацию конституции. В ноябре 1968 года новая конституция была принята, а в январе 1969 года она вступила в силу.
1970-е годы во Флориде часто называют «Временем Эскью», по имени харизматичного губернатора Ройбина Эскью, отслужившего два срока с 1970 по 1978 год. Он стал первым губернатором со времен Коллинза, который сделал что-то полезное в сфере расовых отношений: до него губернаторы не противодействовали десегрегации, Эскью же создал программу по постепенному увеличению числа чернокожих госслужащих и по поднятию их статуса. Он ввёл чернокожих в правительство штата, и по его инициативе в Верховный суд штата впервые попал чернокожий Джозеф Хатчетт.
1 октября 1971 года во Флориде открылся Диснейуорлд: это было событие, сравнимое с запуском первой ракеты, но оно имело больше долговременных последствий для экономики. Результат этого проекта превзошёл ожидания и уже в первый год его посетили 8 миллионов человек. Создание парка вызвало протесты у защитников окружающей среды, но компания обещала беречь природу, насколько это возможно.
Множество проблем создало Флориде нефтяное эмбарго 1973 года. В штате не было угля и гидростанций, и было очень мало нефти, поэтому пришлось развивать производство атомной энергии. В 1973 году был запущен реактор на Терки-Пойнт, а в 1976 году — второй реактор на острове Хатчинсон. В 1976 году авария на Три-Майл-Айленд в Пенсильвании заставила усилить меры безопасности, но не приведа к отказу от использования реакторов. В 1979 году был одобрен план по строительству трубопровода для транспортировки угольной пыли из Кентукки в Джорджию и Флориду.

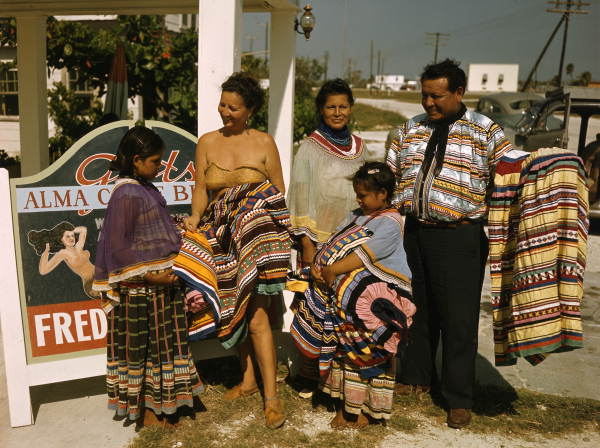
Семинолы в резервации Брайтон (1948 год)

Население штата продолжало расти: в 1970 году оно насчитывало 6 791 000 человек, а в 1978 году — уже 8 594 000 человек, причём 90 % прироста давала миграция. Большинство мигрантов были беженцами от режима Кастро, в некоторых городах они даже стали большинством населения. Некоторые округа штата официально сделали испанский язык вторым языком. Мигранты принадлежали в основном к кубинскому среднему классу, имели образование, опыт и навыки работы, и у них ранее были контакты с Флоридой, что выгодно отличало их от других мигрантов. Другим заметным нацменьшинством в те годы стали индейцы, в основном микасуки (официально признанные в 1962 году) и семинолы. Они жили в четырёх крупных резервациях и не теряли индейской самоидентификации. Самой богатой была резервация Холливуд. Законом Конгресса от 1950 года было разрешено подавать иски на правительство США, и семинолы запросили компенсаций за нарушение условий договоров в Форт-Молтри и Пейнс-Лендинг, и им было выплачено 16 миллионов долларов, частично семинолам в Оклахоме.

### Флорида в эпоху Рейгана
На президентских выборах 1980 года победил Рональд Рейган, за которого голосовала и Флорида. Так проявился постепенный рост популярности Республиканской партии, что в 1986 году привело к приходу к власти губернатора-республиканца. В 1980-е годы Флорида столкнулась с миграцией большого количества кубинцев и несколькими расовыми бунтами в Майами. В 1986 году катастрофа шаттла «Челленджер» на мысе Канаверал стала крупнейшей катастрофой в американской космической отрасли. Население штата выросло до 12 937 342 человек к 1990 году, что привело к росту расходов на содержание госслужащих, несмотря на попытки сокращения таких расходов.
Обстановка на Кубе осложнилась в марте 1980 года, когда тысячи кубинцев стали прорываться на территории иностранных посольств и просить убежища. Кастро разрешил покидать Кубу через порт Мариель, из-за чего бегство стало известно как Мариэльский исход. Тысячи кубинцев стали переправляться в США, в основном в южную Флориду. Всего их прибыло 125 000, что создало проблемы для властей штата. 6 мая федеральное правительство ввело режим чрезвычайного положения и выделило несколько миллионов долларов для помощи беженцам. Было открыто несколько лагерей беженцев в других штатах, в которые была перемещена примерно половина кубинцев. В то же время в Майами вспыхнуло несколько расовых бунтов: первым был расовый бунт 1980 года, начавшийся после того как полиция избила до смерти чернокожего страхового агента. Чернокожее население стало нападать на белых и за три дня пострадало 400 человек. Аналогичные бунты случались в 1982 и 1989 годах и привлекли внимание всей страны. Правительство приняло некоторые меры, увеличило число чернокожих полицейских и ввело более строгие требования к белым полицейским.
В начале 1980-х флоридская цитрусовая промышленность пережила самый сильный удар за XX век: сильные морозы случились в 1981, 1982, 1983 и 1985 годах, что уничтожило почти все цитрусы и заставило правительство ввести чрезвычайное положение. В 1984 году во Флориде случилась эпидемия цитрусового антракноза, от которого погибли миллионы деревьев. В мае 1985 года в трети округов штата началась засуха, которая привела к многочисленным пожарам.
В 1986 году закончился второй срок губернатора Роберта Грэма, он выставил свою кандидатуру на сенатских выборах и победил, освободив место губернатора, которое на несколько дней занял его вице-губернатор Уэйн Миксон. В том же году прошли президентские выборы, на которых победил республиканец Роберт Мартинес, бывший мэр Тампы. При нём в 1987 году Флориду на 10 дней посетил папа римский Иоанн Павел II, которого в аэропорту Майами встречал лично президент Рейган.

### Флорида при Чайлзе

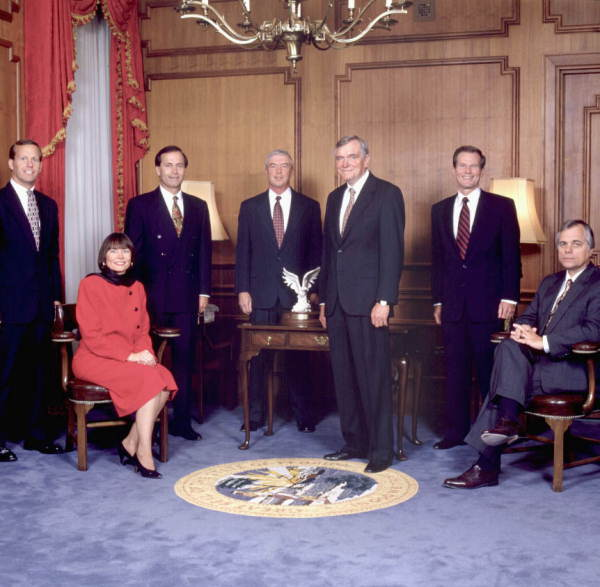
Губернатор Чайлз со своим кабинетом

На губернаторских выборах 1990 года действующий губернатор Мартинес соперничал с бывшим сенатором, демократом Лотоном Чайлзом, и Чайлз победил большинством в 56,5 % голосов. Он задался целью понизить расходы на предвыборную кампанию, и потратил всего 5 миллионов долларов, вдвое меньше Мартинеса. Демократы сохраняли большинство в Палате представителей США, Палате представителей штата (74—46) и в Сенате штата (23—17). Новый губернатор был недоволен работой бюрократического аппарата и пропагандировал идею реформы госслужбы, что роднит его с политиками эпохи прогрессивизма. Эту реформу называли «An American Perestroika». Однако внимание общественности отвлекли природные катаклизмы: 24 августа 1992 года на Флориду обрушился ураган Эндрю, один из самых сильных в XX веке. Погибло 43 человека, 175 000 человек лишились домов, пострадали 278 школ. На фоне этих событий прошли президентские выборы 1992 года: Джордж Буш Старший победил во Флориде, хотя и проиграл в общем результате.
В 1994 году Фидель Кастро ещё раз разрешил части кубинцев покинуть страну, и Кубу покинуло ещё 30 000 человек. Губернатор начал изыскивать средства на помощь экономике в условиях наплыва беженцев. В следующем, 1995 году, прошли торжества по случаю 150-летия образования штата, что оживило интерес к истории и к вопросам сохранения исторического наследия. В 1996 году вспыхнул Сент-Питерсбергский расовый бунт: беспорядки начались после того, как 24 октября белый полицейский застрелил афроамериканца. В том же году прошли президентские выборы, на которых Билл Клинтон во Флориде победил кандидата от республиканской партии, это стало первой победой демократов после 1976 года. Вместе с тем количество республиканцев в Сенате и Палате представителей штата возросло. На выборах 1998 года вице-губернатор Бадди Маккей соревновался с Джебом Бушем. Буш победил, пообещав решить главные проблемы: в образовании, безопасности и окружающей среде.

## Флорида в XXI веке
Флорида стала полем битвы спорных президентских выборов, которые состоялись 7 ноября 2000 года. Кандидаты Джордж Буш и Альберт Гор набрали почти одинаковое количество голосов и от исхода выборов во Флориде зависело не только то, кому достанутся голоса 25 выборщиков, но и то, кто станет президентом страны. Уже к вечеру 7 ноября телекомпании, основываясь на экзитполах, объявили о победе Гора. Но утром 8 ноября было объявлено о победе Буша, и сам Гор поздравил его с победой. Однако затем поступили требования пересчёта голосов и начался долгий, в пять недель, конфликт вокруг голосов. Верховный суд Флориды вынес решение в пользу Гора (то есть, за пересчёт), после чего демократы передали дело в Верховный суд США. Тот, рассмотрев дело «Буш против Гора», постановил, пятью голосами против четырёх, не пересчитывать голоса. В итоге Буш победил с перевесом всего в 537 голосов.
В ходе президентских выборов 2008 года Барак Обама победил во Флориде Джона Маккейна, получив 50,9 % голосов против 48,4 % у Маккейна. Ему удалось привлечь на свою сторону Тампу и Майами, а также испаноязычную часть населения, которая ранее обычно голосовала за республиканцев. На этом же голосовании избиратели проголосовали за поправку к Конституции штата (62 % против 38 %), которая определяла брак как союз между мужчиной и женщиной.
На выборах 2012 года Обама снова победил своего конкурента (Митта Ромни), набрав 50,0 % голосов против 49,1 % у Ромни (разница в 74 000 голосовавших).
На выборах 2016 года во Флориде победил Дональд Трамп, который получил 48,6 % голосов против 47,4 % голосов у Хилари Клинтон. За Клинтон голосовали испаноязычные избиратели, что обычно гарантировало победу, но на этот раз поддержка со стороны рабочего класса помогла Трампу выиграть. На этих же выборах была одобрена поправка, легализующая марихуану в медицинских целях (вторая флоридская поправка 2016 года).
1 марта 2020 года губернатор объявил, что в штате обнаружены первые два случая заболевания коронавирусом: у женщины из округа Хилсборо и женщины из округа Манати. 3 марта ковид был обнаружен у сестры первой из женщин. 5 марта поступили сообщения о первых двух смертельных случаях. 9 марта губернатор объявил в штате чрезвычайное положение; 13 марта аэропорт Орландо и Дисней-парк объявили о закрытии с 15 марта, 17 марта были закрыты все бары и ночные клубы; на следующий день в штате было уже 328 случаев заболевания. 20 марта в округе Ориндж был впервые введён комендантский час. 31 марта после очередного скачка заболеваний количество случаев достигло 6741 при 85 смертях. 1 апреля губернатор объявил о введении локдауна в штате. Ограничения начали сниматься только 4 мая.
В 2020 году на президентских выборах Трампу снова удалось завоевать голоса флоридцев в равном противостоянии с Джо Байденом. Оба кандидата боролись за голоса испаноязычного населения; Трамп называл Байдена социалистом, а тот обвинял Трампа в недостаточно активной борьбе с ковидом. Трамп получил 51,2 % голосов, а Байден 47,9 %. На голосовании была принята поправка к конституции штата, которая оговаривала, что голосовать могут только граждане страны, и поправка, требующая повышения минимальной почасовой оплаты труда до $15 к 2026 году.

### Книги
- Florida becomes a state. — Tallahassee: Florida Centennial Commission, 1945. — 530 p.
- Bense, Judith Ann. Archaeology of colonial Pensacola. — 1999. — University Press of Florida, 1999. — ISBN 978-0-8130-1661-0.
- Brevard, Caroline Mays. A history of Florida. — New York: American book company, 1919. — 300 p.
- Brown, Robin C. Florida's first people: 12,000 years of human history. — Sarasota, Fla: Pineapple Press, 1994. — 296 p. — ISBN 1-56164-032-8.
- Bryan, Jonathan R. Roadside geology of Florida. — Missoula, Mont.: Mountain Press Pub., 2008. — 392 p. — ISBN 978-0-87842-542-6.
- Davis, William Watson. The civil war and reconstruction in Florida. — New York: Columbia University, 1913. — 810 p.
- Corrigan, Matthew T. Conservative hurricane: how Jeb Bush remade Florida. — Gainesville, FL: University Press of Florida, 2013. — 256 p. — ISBN 978-0-8130-6045-3.
- Fairbanks, George Rainsford. History of Florida from its discovery by Ponce de Leon, in 1512, to the close of the Florida war, in 1842. — Philadelphia: J. B. Lippincott & co, 1871. — 368 p.
- Gallay, Alan. The Indian Slave Trade: The Rise of the English Empire in the American South, 1670—1717. — Yale University Press, 2002. — ISBN 0-300-10193-7.
- Hine, Albert C. Geologic History of Florida: Major Events that Formed the Sunshine State. — University Press of Florida, 2013. — ISBN 978-0-8130-4421-7.
- Horn, Stanley Fitzgerald. Invisible empire; the story of the Ku Klux klan, 1866-1871. — Boston: Houghton Mifflin Co., 1939. — 434 p.
- Mahon, John K. History of the Second Seminole War, 1835-1842 (англ.). — Gainesville: Gainesville University of Florida Press, 1967. — 408 p.
- Milanich, Jerald T. Florida’s Indians From Ancient Time to the Present. — University Press of Florida, 1998. — ISBN 978-0813015996.
- Missall, John. The Seminole wars: America's longest Indian conflict (англ.). — Gainesville: University Press of Florida, 2004. — 296 p. — ISBN 978-0813027159.
- Purdy, Barbara A. Florida’s People During the Last Ice Age. — University Press of Florida, 2008. — ISBN 978-0-8130-3204-7.
- Searcy, Martha Condray. The Georgia-Florida contest in the American Revolution, 1776-1778. — Tuscaloosa: University of Alabama Press, 2001. — 318 p. — ISBN 0-8173-0225-5.
- Tebeau, Charlton W. A History of Florida. — Coral Gables, Fla: University of Miami Press, 1999. — 620 p. — ISBN 978-0870243387.
- Williamson, Edward C. Florida politics in the gilded age, 1877-1893. — Gainesville: University Presses of Florida, 1976. — 252 p. — ISBN 0-8130-0365-2.
- Wynne, Lewis Nicholas. Florida in the Civil War. — Charleston, SC: Arcadia Publishing, 2001. — 168 p. — ISBN 978-0738514918.
- Wynne, Nick; Knetsch, Joe. Florida in the Great Depression: Desperation and Defiance. — Charleston, SC: Arcadia Publishing, 2012. — 194 p. — ISBN 9781540207678.
- Wynne, Nick; Moorhead, Richard. Florida in World War II: Floating Fortress. — History Press, 2010. — 254 p. — ISBN 9781596299290.

### Статьи
- Mark F. Boyd and Joseph W. Harris. The Seminole War: Its Background and Onset (англ.) // The Florida Historical Quarterly. — Florida Historical Society, 1951. — Vol. 30, iss. 1. — P. 3—115.
- Canter Brown Jr. The Florida Crisis of 1826-1827 and the Second Seminole War (англ.) // The Florida Historical Quarterly. — Florida Historical Society, 1995. — Vol. 73, iss. 4. — P. 419—442.
- Cox, Merlin G. David Sholtz: New Deal Governor of Florida (англ.) // The Florida Historical Quarterly. — Florida Historical Society, 1964. — Vol. 43, iss. 2. — P. 142—152.
- Kerr, Wilfred B. The Stamp Act in the Floridas, 1765-1766 (англ.) // The Mississippi Valley Historical Review. — Oxford University Press, 1935. — Vol. 21, iss. 4. — P. 463—470. — doi:10.2307/1895455.
- Mendelis, Louis J. Colonial Florida (англ.) // Publications of the Florida Historical Society. — Florida Historical Society, 1924. — Vol. 3, iss. 2. — P. 4—15.
- Pennington, Edgar Legare. East Florida in the American Revolution, 1775-1778 (англ.) // The Florida Historical Quarterly. — Florida Historical Society, 1930. — Vol. 9, iss. 1. — P. 24—46.
- Richardson, Joe M. Florida Black Codes (англ.) // The Florida Historical Quarterly. — Florida Historical Society, 1969. — Vol. 47, iss. 4. — P. 365—379.
- Williams, Linda K. East Florida as a Loyalist Haven (англ.) // The Florida Historical Quarterly. — Florida Historical Society, 1956. — Vol. 54, iss. 4. — P. 465—468.